# エリック・クラプトン
エリック・パトリック・クラプトン（Eric Patrick Clapton, CBE、1945年3月30日 - ）は、イギリスのシンガーソングライター、ギタリスト。史上最も重要で影響力のあるギタリストの1人とされる。クラプトンはローリング・ストーン誌の「史上最高のギタリスト100人」で2位、ギブソンの「史上最高のギタリストトップ50」で4位にランクされた。2009年にはタイム誌の「エレクトリックギタープレーヤーベスト10」で5位に選ばれた。

## 人物
さまざまな地元のバンドで演奏した後、クラプトンは1963年にヤードバーズのギタリスト、トップ・トーパムに代わって加入した。ヤードバーズがブルースロックからラジオ向けのポップ指向を目指したことに不満を抱いたクラプトンは1965年に脱退、ジョン・メイオール&ザ・ブルースブレイカーズに加入した。1966年にメイオールを脱退、彼はドラマーのジンジャー・ベイカー、ベーシストのジャック・ブルースとパワートリオのクリームを結成、持続的なブルースの即興演奏と「芸術的でブルースベースのサイケデリックポップ」を演奏した。1968年11月にクリームが解散した後、彼はベイカー、スティーヴ・ウィンウッド、リック・グレッチとブルースロックバンドのブラインド・フェイスを結成、1枚のアルバムを発表し1度のツアーを行った。ブラインド・フェイスは1970年に解散し、クラプトンはソロキャリアに乗り出した。
ソロキャリアに加えて、クラプトンはデラニー&ボニー、デレク・アンド・ザ・ドミノスとも共演し、代表曲の1つである「いとしのレイラ」をレコーディングした。その後数十年にわたって多くのソロアルバムと曲を発表し、高い評価を得た。その中には、1974年にリリースしたボブ・マーリーのカバー「アイ・ショット・ザ・シェリフ」（レゲエが一般マーケットに受け入れられるきっかけとなった）、カントリー・ミュージックで満たされた『スローハンド』(1977)、ポップロックの『オーガスト』(1986)などが含まれる。息子コナーが1991年に事故死した後、クラプトンは悲しみを歌い上げた「ティアーズ・イン・ヘヴン」を『アンプラグド～アコースティック・クラプトン』で発表し、1996年にはリズム&ブルースのクロスオーバー、「チェンジ・ザ・ワールド」でトップ40のヒットを記録した。1998年には「マイ・ファーザーズ・アイズ」を発表し、グラミー賞を受賞する。1999年以来、彼は伝統的なブルースとブルースロックのアルバムを録音し、定期的にクロスロード・ギター・フェスティバルを主催してきた。最新のアルバムは2024年の『ミーンワイル』である。
クラプトンはグラミー賞を18回受賞し、ブリット・アワード功労賞も受賞している。2004年に彼は音楽への貢献で、バッキンガム宮殿で大英帝国勲章を授与された。彼は英国作曲家賞、作曲家賞、作曲家賞、生涯功労賞を含む4つのアイヴァー・ノヴェロ賞を受賞している。また、彼はソロアーティスト、ヤードバーズ、クリームと3度ロックの殿堂入りした唯一のアーティストである。
クラプトンはソロアーティストとして世界中で2億8000万枚以上のレコードを売り上げ、史上最も売れたミュージシャンの1人となった。かつてアルコール依存症及び麻薬中毒の治療を受けたクラプトンは1998年、薬物乱用者の治療を目的とする医療施設、クロスロード・センターをアンティグア島に設立した。

## 生い立ち
クラプトンは1945年3月30日にイングランドのロンドン近郊サリー州ギルフォード市リプリー (en) で、16歳のパトリシア・モリー・クラプトン（1929年1月7日-1999年3月）と25歳のエドワード・ウォルター・フライヤー（1920年3月21日-1985年5月15日）との間に生まれた。
父親のフライヤーはケベック州モントリオール出身の軍人で、クラプトンが生まれる前に出征し、その後カナダに帰国した。クラプトンは祖母のローズとその2番目の夫であるジャック・クラップ（母パトリシアの継父）を両親として育った。彼は母親のパトリシアを年の離れた姉と信じていた。姓が類似していたことで、クラプトンの本名はクラップであるという誤った説が流布した。（レジナルド・セシル・クラプトンが祖母ローズの最初の夫で、クラプトンというのは母方の祖父の姓であった。）数年後、母親のパトリシアは別のカナダ人兵士と結婚してドイツに移り住み、幼いエリックを祖父母と一緒にサリーに残した。
クラプトンは13歳の誕生日にドイツ製のホイヤーのアコースティックギターを貰ったが、安価なスチール弦のホイヤーは演奏が難しく、一時的に興味を失った。2年後に再び取り出し、集中して練習を始めた。クラプトンは幼い頃からブルースの影響を受けており、レコードに合わせて演奏し、ブルースのコードを学ぶために長時間練習した。彼はグルンディッヒ製のテープレコーダーで演奏を録音し、正しく理解できるまで何度も繰り返して聴いていた。
1961年、サービトンのホリーフィールド・スクールを卒業した後、クラプトンはキングストン美術学校で学んたが、美術よりも音楽に重点を置いていたため、学年の終わりに放校となった。彼のギターテクニックは卓越しており、16歳までに注目を集めるようになった。この頃、クラプトンはキングストン、リッチモンド、そしてウエスト・エンドの周りでストリートパフォーマンスを始めた。
1962年、クラプトンはブルース好きのデヴィッド・ブロックとデュオを組み、サリー周辺のパブで演奏を始めた。その後クラプトンはR＆Bグループのルースターズに加入した。ルースターズの他のギタリストはトム・マクギネスであった。彼は1963年1月から8月までこのバンドで活動した。10月にはケーシー・ジョーンズ&エンジニアズと7度のギグを行った。

## 音楽経歴

### ヤードバーズとブルースブレイカーズ

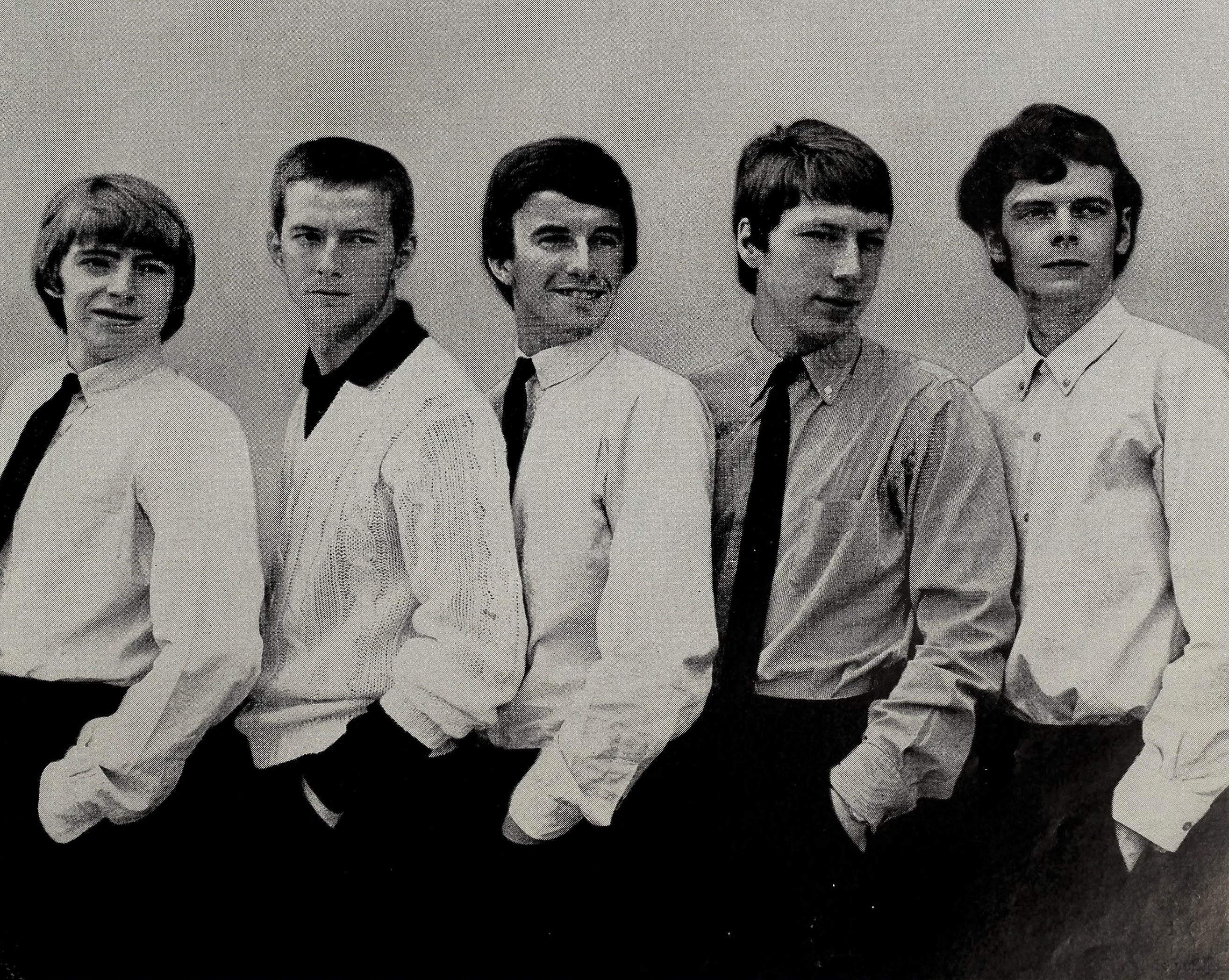
1965年のヤードバーズ時代、左から2人目がクラプトン

1963年10月、クラプトンはブルースの影響を受けたロックンロールバンドであるヤードバーズに参加し、1965年3月まで共に活動した。シカゴ・ブルースと、バディ・ガイ、フレディ・キング、B.B.キングなどの主要なブルースギタリストの影響を統合したクラプトンは、独特のスタイルを作り上げ、急速にイギリスの音楽シーンで最も話題のギタリストの1人になった。バンドは最初にチェス/チェッカー/ヴィージェイのブルースナンバーを演奏し、リッチモンドのクロウダディ・クラブでローリング・ストーンズの後釜として出演するようになると、大勢の熱狂的なファンを魅了し始めた。彼らはアメリカのブルースマン、サニー・ボーイ・ウィリアムソンIIと一緒にイギリスツアーを行い、1963年12月に録音されたライブアルバム『サニー・ボーイ・ウィリアムソン&ザ・ヤードバーズ』は1966年にリリースされた。

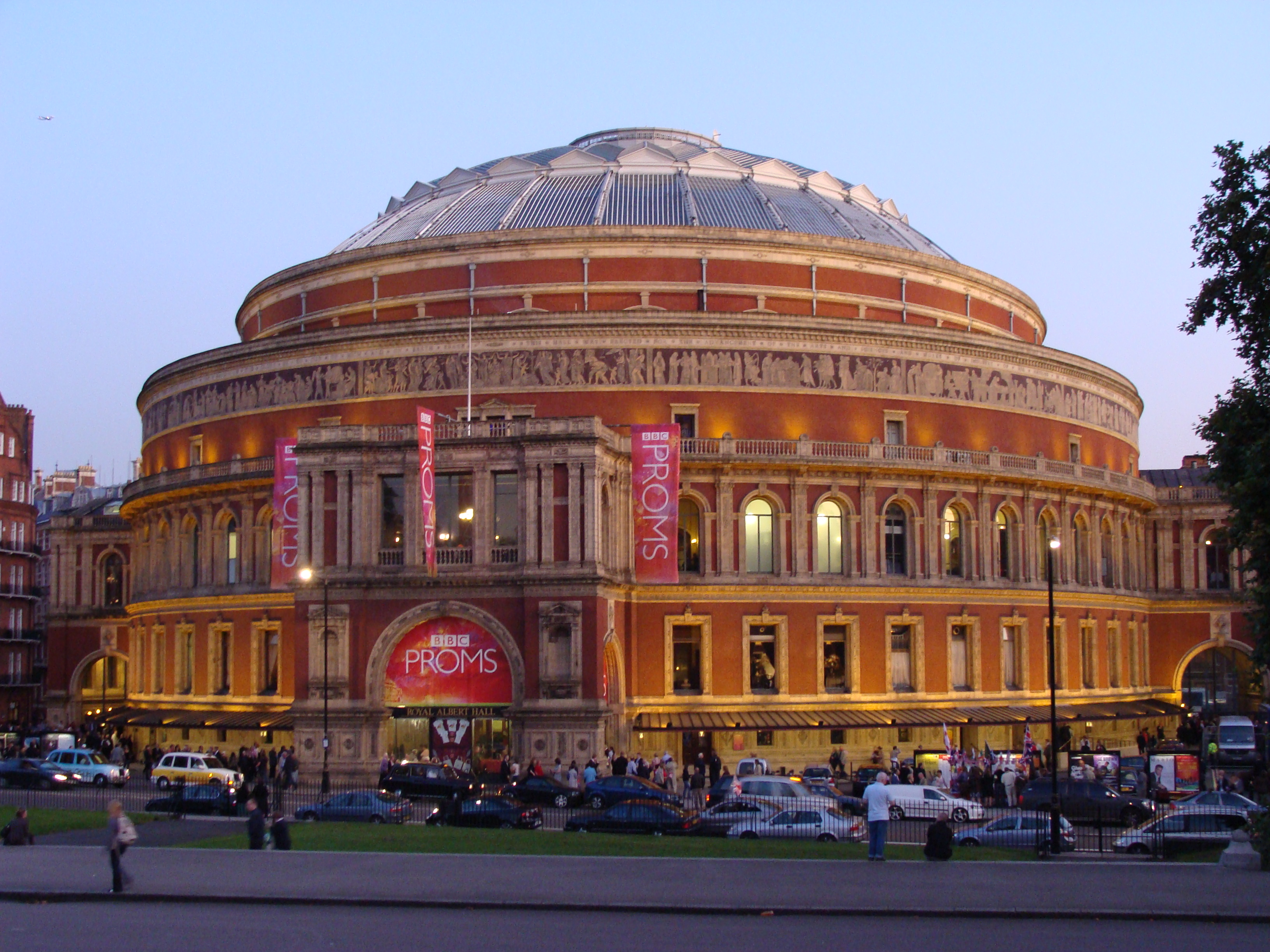
1964年にロンドンのロイヤル・アルバート・ホールで初めて出演したクラプトンは、それ以来、200回以上同会場で演奏してきた。

ヤードバーズのリズムギタリスト、クリス・ドレヤは、クラプトンがコンサート中にギターの弦を切ったときはいつでも、ステージにとどまって交換していたことを思い出す。イギリスの聴衆はいわゆる「スロー・ハンドクラップ（遅い手拍子）」をすることによってコンサートの中断を待っていた。クラプトンのニックネーム「スローハンド」は、ジョルジオ・ゴメルスキーが言った、クラプトンが弦の交換のために演奏を停止しているときに続いた観客の遅い手拍子の駄洒落に由来する。1964年12月、クラプトンはヤードバーズと共にロンドンのロイヤル・アルバート・ホールに初登場した。それ以来、クラプトンは同ホールで200回以上演奏し、会場での演奏は「僕の居間で演奏する」ようなものだと述べている。
1965年3月、ヤードバーズはソングライターのグレアム・グールドマンが書いた最初の大ヒット曲「フォー・ユア・ラヴ」を発表した。グールドマンは、ハーマンズ・ハーミッツやホリーズのヒット曲も作曲しており、後に10ccのメンバーとして成功を収めた。ヤードバーズは「フォー・ユア・ラヴ」の成功もあって、ポップ志向のサウンドに移行することを選択した。これは、商業的な成功ではなくブルースに専念していたクラプトンの苛立ちに大きく影響することとなる。彼は「フォー・ユア・ラヴ」がリリースされた日にヤードバーズを脱退した。バンドは最も熟練したメンバーを失うこととなった。クラプトンは自分の代わりとしてジミー・ペイジを提案したが、ペイジはこの推薦を断り、ジェフ・ベックを推薦した。ペイジは後にヤードバーズに加わり、ベックとしばらくの間一緒に活動したが、ベック、ペイジ、クラプトンは一緒にグループで活動することは無かった。彼らが初めて共にステージに上がったのは1983年にロイヤル・アルバート・ホールで行われたARMS（Action into Research for Multiple Sclerosis：多発性硬化症の研究を促す行動）チャリティーコンサートでのことであった。
クラプトンは1965年4月にジョン・メイオール&ザ・ブルースブレイカーズに加入したが、数か月後に脱退した。6月、クラプトンはペイジと共にジャムに招待され、多くの曲を録音した。後にそれはザ・イミディエイト・オールスターズのクレジットでリリースされた。1965年の夏、彼は旧友のベン・パーマーを含むグランドと呼ばれるバンドと共にギリシャでのツアーに向かった。ギリシャのバンド、ザ・ジュニアーズは悲劇的な自動車事故でベーシストのサーノス・ソウジオウルが死亡し、ギタリストのアレコス・カラカンタスが負傷したが、生き残ったメンバーは1965年10月17日にクラプトンと共に記念のショーを開催した。クラプトンは10月にブルースブレイカーズに再加入し、ジャック・ブルースと共にステージに立った。1966年3月、ブルースブレイカーズのメンバーである間にクラプトンはブルースやスティーヴ・ウィンウッドとサイドプロジェクトで協力し、エリック・クラプトン・アンド・ザ・パワーハウスの名前で何曲か録音した。2度目のブルースブレイカーズでの活動期間中、クラプトンはクラブサーキットで最高のブルースギタリストとしての評判を得た。アルバム『ジョン・メイオール&ザ・ブルースブレイカーズ・ウィズ・エリック・クラプトン』での演奏でクラプトンは世界的に有名になったが、このアルバムは彼が1966年7月にバンドを離れるまでリリースされなかった。
フェンダー・テレキャスターとVox AC30アンプを1960年のギブソン・レスポール・スタンダードとマーシャルアンプに交換したクラプトンのサウンドと演奏は、有名なスローガン「Clapton is God」に大きな影響を与えた。それは1967年にイズリントン区の壁にスプレーで書かれた物で、その落書きの下で犬が壁に排尿している有名な写真で記録される。クラプトンはそのスローガンに対して恥ずかしいという気持ちを表し、1987年のサウスバンクショーのプロフィールで、「僕は自分が世界で最も偉大なギター奏者であることを決して受け入れなかった。僕は常に世界で最も偉大なギタープレーヤーになりたいと思っていたけど、それは理想であり、理想として受け入れている。」と語っている。

### クリーム

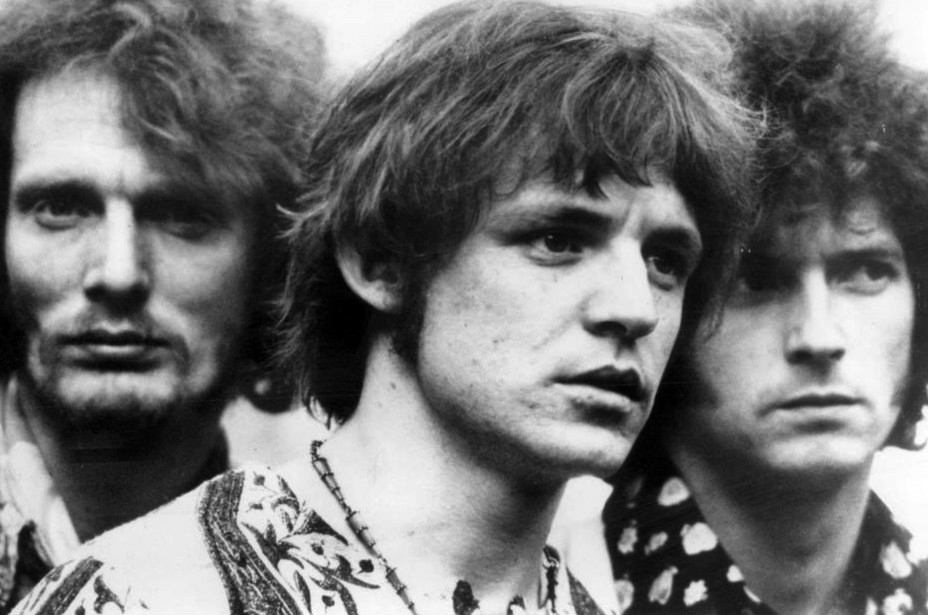
クリーム - 左から、ベイカー、ブルース、クラプトン（1966年）

クラプトンは1966年7月にブルースブレイカーズを去り、ドラマーのジンジャー・ベイカーに誘われて、かつて共演したベーシストのジャック・ブルースと3人でクリームを結成した。クリームは初期のスーパーグループの一つであった。クラプトンはクリームを結成する以前は、アメリカでは余り知られていなかった。彼は「フォー・ユア・ラヴ」がアメリカのトップ10入りする前にヤードバーズを去り、アメリカではショーに出演したことが無かった。クリーム在籍中、クラプトンはシンガー、ソングライター、ギタリストとして成長し始めたが、ブルースが大部分のリードヴォーカルを担当し、作詞家のピート・ブラウンと一緒に曲の大半を書いた。クリームの最初のギグは1966年7月29日にマンチェスターのツイステッド・ホイール・クラブで行われ非公式な物で、正式なデビューはその二日後、ウィンザーのナショナル・ジャズ・アンド・ブルース・フェスティバルであった。クリームは大音量のブルース・ジャムと、ソロのライブステージでその永続的な伝説を確立した。
1967年の初めまでに、イギリスで出現したブルースロックのファンは、クラプトンをイギリスのトップギタリストとして描写し始めた。しかしクラプトンは、アシッドロックを吹き込んだギタリストであるジミ・ヘンドリックスの登場で、彼がライバルであることに気がついた。ヘンドリックスは、フィードバック奏法とエフェクトペダルを使用して新しいサウンドを作り出した。ヘンドリックスは1966年10月1日にセントラル・ロンドン・ポリテクニックで行われたクリームのライブに出演し、その間彼は「キリング・フロアー」のダブルタイムバージョンを演奏した。クラプトン、ピート・タウンゼント、ローリング・ストーンズやビートルズのメンバーを含むイギリスのトップスター達は、ヘンドリックスの初期のクラブパフォーマンスに熱心に参加した。ヘンドリックスの到着は、クラプトンのキャリアの次の段階に即座に大きな影響を及ぼした。

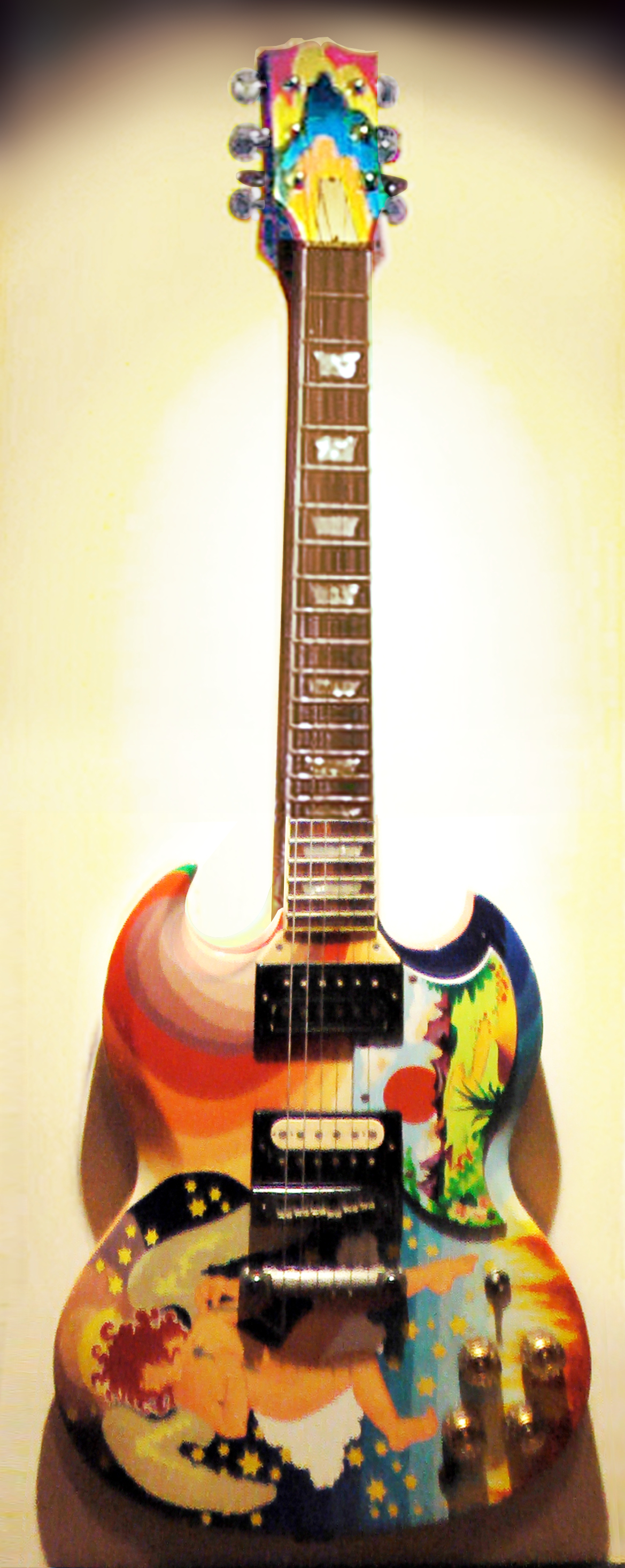
クラプトンのザ・フール・ギター（レプリカ）、そのデザインと有名な「ウーマン・トーン」は1960年代のサイケデリックロック時代の象徴であった。

クラプトンがアメリカを初めて訪れたのは、クリームのツアーでのことであった。1967年3月、クリームはニューヨークのRKOシアターで9回のライブを行った。クラプトンによると、1964年製の彩色されたギブソン・SG - 「サイケデリック・ファンタジー」ザ・フール - は、RKOシアターでデビューした。クラプトンはそのギターを『フレッシュ・クリーム』の後、特に『カラフル・クリーム』で多用し、バンドが解散した1968年まで使用した。「ザ・フール」は世界で最も有名なギターの1つであり、サイケデリックな時代を象徴している。彼らは1967年5月11日から15日までニューヨークで『カラフル・クリーム』を録音した。クリームのレパートリーはハードロック（「アイ・フィール・フリー」）から、ブルースベースの長いインストルメンタルジャム（「スプーンフル」）まで様々だった。『カラフル・クリーム』にはクラプトンの灼熱のギターライン、ブルースの急上昇するボーカルと際立った滑らかなベース、ベイカーのパワフルでポリリズムのジャズの影響を受けたドラムが収められた。一緒に、彼らの才能は影響力のあるパワートリオとしてクリームを確立した。ザ・マザーズ・オブ・インヴェンションのアルバム『ウィー・アー・オンリー・イン・イット・フォー・ザ・マニー』（1967年）のA面1曲目「アー・ユー・ハング・アップ?」とB面1曲目「鼻で記憶している蒸気オルガン音楽」では、クラプトンの声が聞ける。
28か月でクリームは商業的な成功を収め、数百万枚のレコードを売り上げ、アメリカとヨーロッパでライブを行った。彼らはロックにおける演奏者の役割を再定義し、熟練した楽器演奏と長いジャズスタイルの即興セッションを強調した最初のブルースロックバンドの1つであった。彼らのアメリカにおけるヒットシングルには、「サンシャイン・ラヴ」（1968年、第5位）、「ホワイト・ルーム」（1968年、第6位）、「クロスロード」（1969年、第28位）などがある。「クロスロード」はロバート・ジョンソンの「クロスロード・ブルース」のライブバージョンである。クリームは当時の最も偉大なグループの1つとして称えられ、ギターの伝説としてのクラプトンの称賛は新たな高みに達したが、スーパーグループは短命であった。ドラッグとアルコールの使用は3人のメンバー間の緊張を高め、ブルースとベイカーの対立は最終的にクリームの解散につながった。バンドの2回目のアメリカツアーに対する非常に批判的なローリング・ストーン誌のレビューは、解散のもう一つの重要な要因であり、それはクラプトンに大きな影響を与えた。クラプトンはまた、ザ・バンドのデビューアルバムである『ミュージック・フロム・ビッグ・ピンク』の革命的なアメリカーナサウンドが、クリームを去るという決定に影響を与えたと考えている。
クリームのラストアルバム『グッバイ・クリーム』には1968年10月19日にロサンゼルスのフォーラムで行われたライブが収められ、解散の直後にリリースされた。同作にはクラプトンとジョージ・ハリスンが共作した「バッジ」が収められ、これはシングルでも発売された。クラプトンはヤードバーズ時代にロンドン・パラディアムでビートルズと共演し、そこでハリスンと出会い、二人は親しい友人となった。1968年、クラプトンはビートルズの『ホワイトアルバム』でハリスン作の「ホワイル・マイ・ギター・ジェントリー・ウィープス」に参加、リードギターソロを演奏した。ハリスンのソロデビューアルバム『不思議の壁』はクラプトンが参加した初のハリソンのアルバムである。クラプトンは契約上の制約のため、ハリスンのアルバムではほとんどクレジットされず、またクリームの「バッジ」でハリスンは「ランジェロ・ミステリオーソ」としてクレジットされた。二人はしばしばお互いのライブにゲスト出演し、共に演奏した。2001年にハリスンが死去してから1年後、クラプトンはコンサート・フォー・ジョージの音楽監督を務めた。
1969年1月、ビートルズはゲット・バック・セッションでメンバー間の緊張感が高まり、ハリスンは数日間グループから離れた。ジョン・レノンはハリスンが戻らなかった場合、クラプトンと一緒にプロジェクトを完了することを提案した。セッションの撮影ディレクターであるマイケル・リンゼイ＝ホッグは、後に次のように回想している。「ジョンがクラプトンについて言及したとき、私はそこにいた － しかし、それは起こらなかった。エリックはビートルズになっていただろうか？ いいえ。ポールはそこに行きたくなかった。彼は解散を望まなかった。それからジョージは戻ってきたんだ」クラプトンはビートルズの4人全員と仲が良かった。1968年12月、彼はローリング・ストーンズの『ロックンロール・サーカス』で、この日限りのグループ、ザ・ダーティー・マックの一員としてレノンと共演した。
クリームは1993年に一時的に再結成し、ロックの殿堂入りの記念ステージで演奏した。2005年5月には完全に再結成し、ロイヤル・アルバート・ホールでの4回のコンサートはチケットが全て完売した。その年の10月にはニューヨークのマディソン・スクエア・ガーデンで3回のショーを行った。ロンドンでのショーは『リユニオン・ライヴ 05』として2005年後半にCD、LP、DVDでリリースされた。

### ブラインド・フェイス、デラニー&ボニー&フレンズ

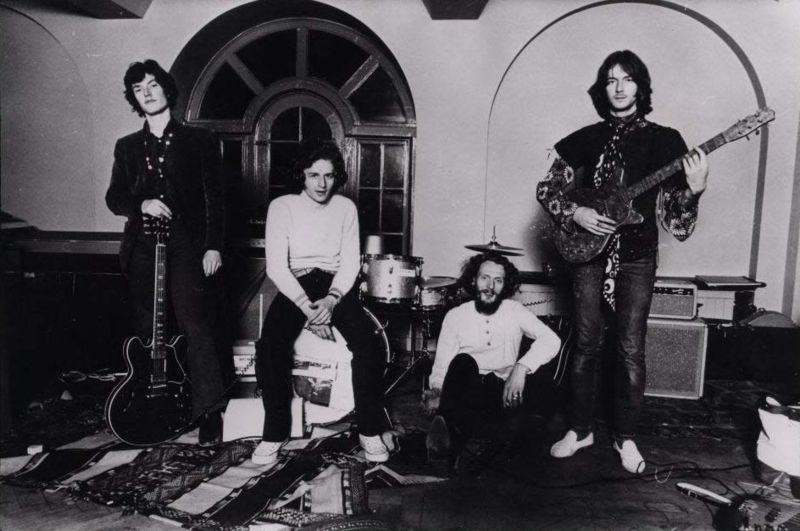
ブラインド・フェイス - 右端がクラプトン（1969年）

1969年に結成されたクラプトンの次のグループであるブラインド・フェイスは、クリームのドラマーであったジンジャー・ベイカー、トラフィックのスティーヴ・ウィンウッド、ファミリーのリック・グレッチで構成され、アルバムを一枚発表し、アリーナサーキットツアーを1回行った。このスーパーグループは1969年6月7日にロンドンのハイド・パークで10万人のファンの前にデビューした。彼らはスカンジナビアで何回かのライブを行い、7月にはアメリカツアーを行い、そのチケットは全て完売した。デビューアルバム『スーパー・ジャイアンツ』は8月にリリースされた。アルバムは6曲で構成され、そのうちの1曲はヒット曲「マイ・ウェイ・ホーム」であった。もう1曲「プレゼンス・オブ・ザ・ロード」はクラプトンのみがクレジットされた初の曲である。アルバムジャケットの写真は銀色の宇宙船を持ったトップレスの少女であったため、アメリカで論争が巻き起こり、バンドの写真に置き換えられた。ブラインド・フェイスは7か月足らずで解散した。
ブラインド・フェイスの解散後、クラプトンはデラニー&ボニー&フレンズのツアーにメンバーとして参加した。彼はまた、プラスティック・オノ・バンドのメンバーとして1969年9月のトロント・ロックンロール・リバイバルに出演し、その様子はアルバム『平和の祈りをこめて』としてリリースされた。9月30日、クラプトンはレノンのセカンドソロシングル「コールド・ターキー」の録音に参加し、リードギターを演奏した。その年の12月15日、クラプトンはロンドンのライシーアム劇場で開催されたユニセフのチャリティー・コンサート『ピース・フォー・クリスマス』にプラスティック・オノ・スーパーグループのメンバーとして出演して、レノン、ハリスンらと共演した。この時の音源はレノンとヨーコのアルバム『サムタイム・イン・ニューヨーク・シティ』（1972年）に収録された。
デラニー・ブラムレットはクラプトンの歌と作曲を励ました。ブラムレットのバックバンドとセッションプレーヤーのオールスターキャスト（レオン・ラッセルとスティーヴン・スティルスを含む）を使って、クラプトンは初のソロアルバム『エリック・クラプトン・ソロ』を録音した。デラニー・ブラムレットはクラプトンと6曲を共作し、アルバムのプロデュースも担当した。ボニー・ブラムレットは「レット・イット・レイン」を共作した。このアルバムにはJ・J・ケイルの「アフター・ミッドナイト」も収められたが、アメリカではチャート18位と予想外のヒットとなった。クラプトンはまたデラニー&ボニーのメンバーと共に、1970年春にジョージ・ハリスンの『オール・シングス・マスト・パス』を録音した。
この期間中、クラプトンはドクター・ジョン、レオン・ラッセル、ビリー・プレストン、リンゴ・スター、デイブ・メイソンなどのアーティストともレコーディングを行っている。シカゴブルースのアーティスト、ハウリン・ウルフとは『ザ・ロンドン・ハウリン・ウルフ・セッションズ』を録音した。このセッションには、ウルフのバンドで長年ギタリストを務めるヒューバート・サムリンとローリング・ストーンズのメンバー、ウィンウッド、スターも参加した。スーパースターのラインナップにもかかわらず、批評家のカブ・コダは次のように述べている。「普段自分がアイドル視しているアーティストとの共演を歓迎しているエリック・クラプトンでさえ、インタビューではこのアルバムを繰り返し批判している。それ自体がボリュームを語っている」この時期の他の有名な録音には、スティーヴン・スティルスのファーストソロアルバムの「ゴー・バック・ホーム」での演奏が含まれる。

### デレク・アンド・ザ・ドミノス
クラプトンは、彼の周りに形成され始めた「スター」としてのカルト的賞賛を打ち消す意図で、デラニー&ボニーのリズムセクションを担当していたキーボーディストのボビー・ウィットロック、ベーシストのカール・レイドル、ドラマーのジム・ゴードンを誘い、新しいバンドを結成した。クラプトンは自らが主役を演じる必要がなく、アンサンブルのメンバーとしてうまく機能することを示したかった。この期間にクラプトンはザ・バンドの『ミュージック・フロム・ビッグ・ピンク』の影響をますます受け、「僕がバンドについて感謝したのは、彼らが歌と歌うことにもっと関心を持っていたということだった。彼らは3パートと4パートのハーモニーを持ち、ギターは伴奏としての視点に戻された。それは僕にぴったりだった。なぜなら僕は、期待されていたという理由だけで、長くて退屈なギターソロの美徳（または疑似美徳）を演奏しなければならなかったことにとても飽きていたからだ。バンドは物事を見通しに戻したんだ。 優先順位は歌だった」と語っている。

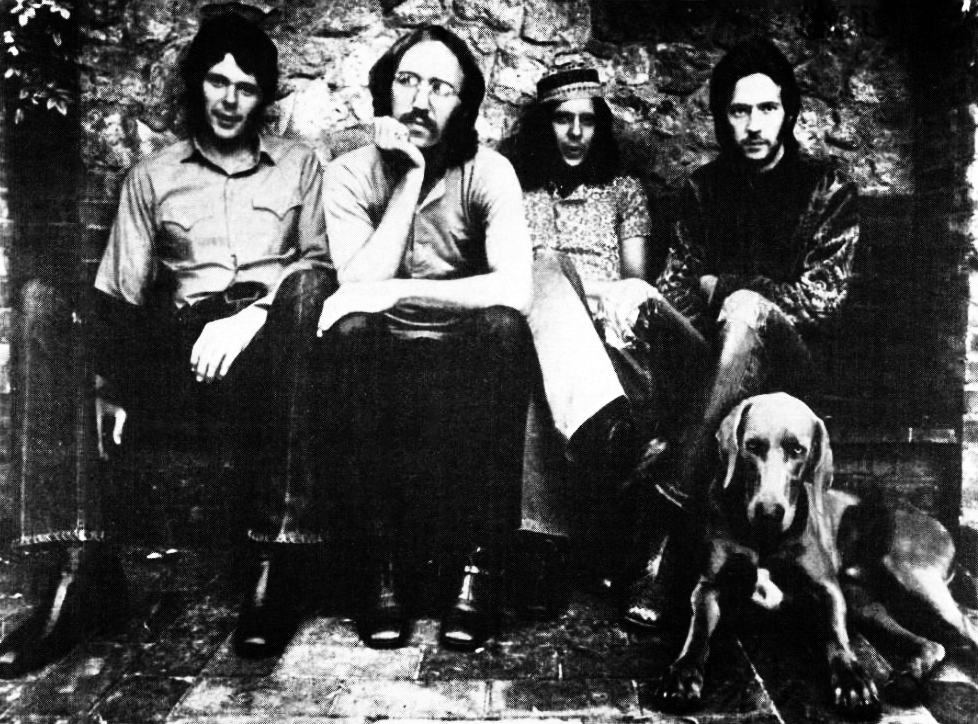
デレク・アンド・ザ・ドミノス - 右端がクラプトン（1971年）

彼らはもともと「エリック・クラプトン・アンド・フレンズ」と呼ばれていた。最終的な名前は、バンドの暫定的な名前である「デル・アンド・ザ・ダイナモス」が誤解され「デレク・アンド・ザ・ドミノス」となり、気まぐれでそれに決定した。クラプトンの伝記によると、アシュトン、ガードナー・アンド・ダイクのトニー・アシュトンはクラプトンにバンドを「デル・アンド・ドミノス」と呼ぶように言ったとする。当時「デル」はエリック・クラプトンのニックネームだった。デルとエリックは結合され、最終的な名前は「デレク・アンド・ザ・ドミノス」になった。
クラプトンはジョージ・ハリスンと親密な交際をするようになり、その過程でハリソンの妻のパティ・ボイドと出会う。彼はボイドに深く夢中になった。ボイドはクラプトンの恋心に拍車をかけ、彼の片思いはドミノスのアルバム『いとしのレイラ』の曲の大半に現れた。ブルースの影響を強く受けたこのアルバムは、クラプトンとデュアン・オールマンのツインリードギターをフィーチャーし、オールマンのスライドギターがサウンドの重要な要素となっている。ドミノスはマイアミのクライテリア・スタジオで、アトランティック・レコードのプロデューサーのトム・ダウドと共に2枚組アルバムのレコーディングを行った。
アルバムにはヒット曲「いとしのレイラ」が含まれる。これは12世紀のペルシア文学の詩人、ニザーミー・ギャンジェヴィーによる『ライラとマジュヌーン』にインスパイアされたものである。この本はイスラム教に改宗した友人のイアン・ダラスがクラプトンに渡した。物語は、父親に結婚を禁じられた月の王女と、彼女を絶望的に恋する若者マジュヌーンが気が狂ってしまうというもので、クラプトンに深い感銘を与えた。「レイラ」の2つのパートは別々のセッションで録音された。最初にオープニングのギターセクションが録音され、数週間後に加えられた2番目のセクションでは、ドラマーのジム・ゴードンがピアノパートのメロディーを演奏した。この部分はゴードンの作曲となっているが、ボビー・ウィットロックはリタ・クーリッジがそのメロディーを作曲したと語っている。
アルバム『レイラ』は、オールマン・ブラザーズ・バンドのギタリストであるデュアン・オールマンの予期せぬ参加のおかげで、実際には5人編成で録音された。セッションの数日後、オールマンズをプロデュースしていたダウドは、クラプトンをマイアミでのオールマン・ブラザーズの野外コンサートに招待した。2人のギタリストは最初にステージで出会い、次にスタジオで一晩中演奏し、友人となった。デュアンは最初に「テル・ザ・トゥルース」と「だれも知らない」でスライドギターを演奏した。5ピースのドミノスは4日間で、「ハイウェイへの関門」、「愛の経験」（フレディ・キングなどによって普及したブルースの標準）、「恋は悲しきもの」を録音した。9月にデュアンは自分のバンドとのギグのためにセッションを一時的に離れ、4ピースのドミノスは「アイ・ルックト・アウェイ」、「ベル・ボトム・ブルース」、「キープ・オン・グロウイング」を録音した。デュアンはレコーディングに戻り、「アイ・アム・ユアーズ」、「エニイデイ」、「イッツ・トゥー・レイト」を録音した。9月9日、彼らはジミ・ヘンドリックスのカバー「リトル・ウィング」とタイトルトラックをレコーディングした。翌日、最終曲「イッツ・トゥー・レイト」が録音された。

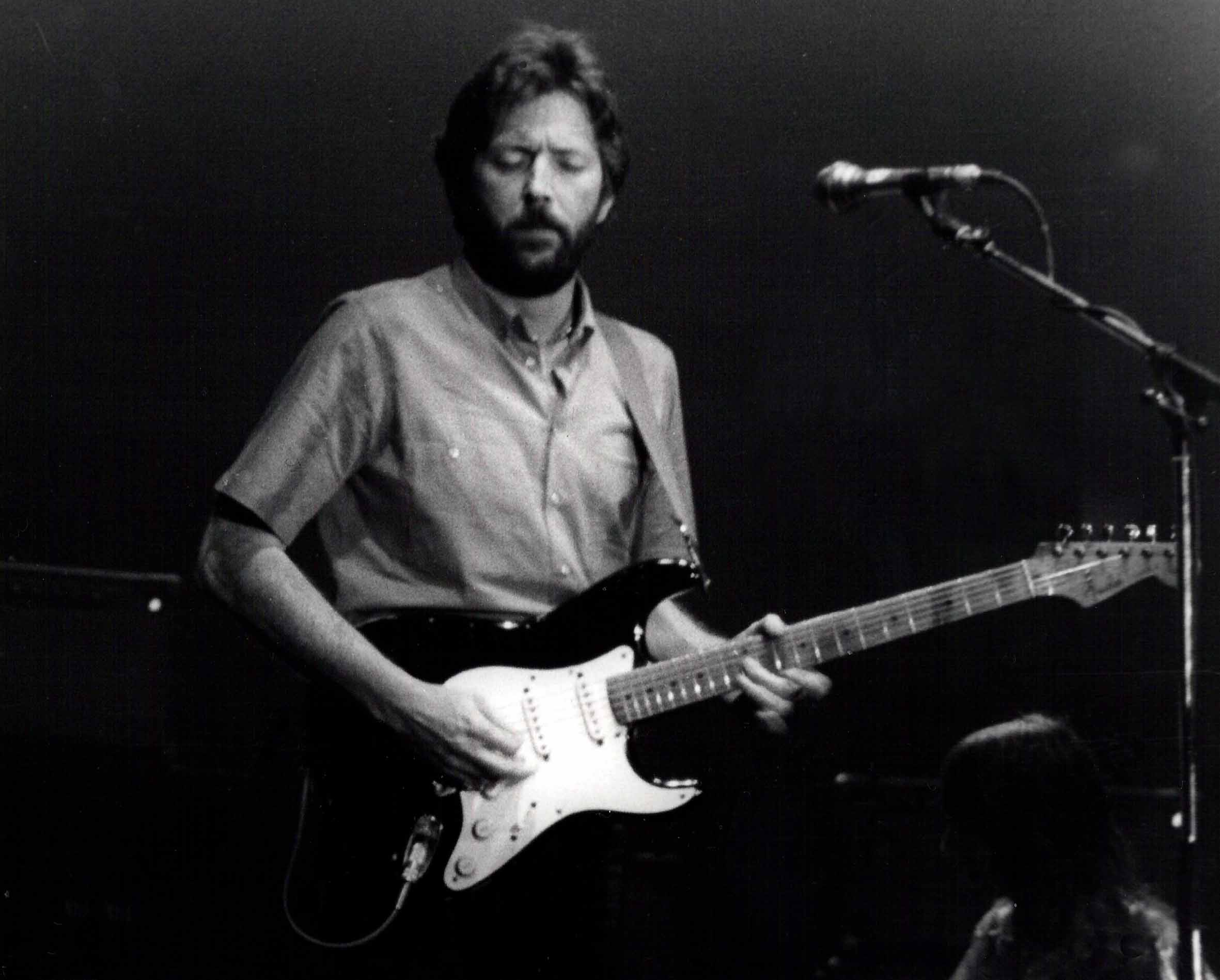
バルセロナで、1974年

しかし、セッション中にクラプトンはヘンドリックスの死去のニュースに打ちのめされた。ヘンドリックスの死の前日の1970年9月17日、クラプトンは誕生日プレゼントとしてヘンドリックスに贈る予定だった左利き用のフェンダー・ストラトキャスターを購入していた。クラプトンの悩みに加えて、『レイラ』リリース時のレビューは芳しいものでなかった。動揺したグループは、オールマン・ブラザーズ・バンドに戻ったオールマンなしでアメリカツアーを行った。クラプトンが後にツアーはドラッグとアルコールにまみれた中で行われたことを認めたにもかかわらず、結果として二枚組のライブアルバム『イン・コンサート』をもたらし、それは高く評価された。
ドミノスは2枚目のスタジオアルバムのレコーディングを行っていたが、エゴの衝突が起こりクラプトンが出て行ったことでグループは解散。オールマンは1971年10月29日のオートバイ事故で死去した。クラプトンは後に自伝で、フロリダでのレイラセッション中に彼とオールマンは切っても切れない関係になったと書いている。彼はオールマンのことを「かつてなかったが、僕がしたかった音楽の兄弟」として語っている。レイドルは1979年の夏までクラプトンのベーシストであり続けたが、1980年5月にアルコールと麻薬の影響で死去した。クラプトンとウィットロックは2000年まで共演することは無かった。2人は2000年にBBCのジュールズ・ホランドの番組「Later... with Jools Holland」で再共演した。ドミノスのもう一つの悲劇はジム・ゴードンの運命である。彼は1983年に母親をハンマーで殺害。犯行当時、彼は既に統合失調症に罹患していたものの診断がついておらず、逮捕後に初めて正しく診断が下された。1984年7月10日、彼は懲役16年の判決を受けて収監された後、カリフォルニア医療施設に移され、2023年3月に生涯を終えた。

### 個人的問題と初期のソロでの成功
1970年代のクラプトンの成功は、ロマンチックな憧れとドラッグやアルコール中毒に悩まされ、もがき苦しんだ個人的生活とは全く対照的であった。彼はまだボイドに夢中でハリスンとの友情に引き裂かれていたが、ドミノスの解散後はサリーの自宅に閉じこもりツアーやレコーディングから距離を置いた。彼はヘロイン中毒の療養に入り、活動を中断した。
1971年8月1日、ハリスンとラヴィ・シャンカルがニューヨークのマジソン・スクエア・ガーデンで開催した『バングラデシュ難民救済コンサート』にバンドのメンバーとして出演。体調は万全ではなかったが、午後2時半と8時の2回のコンサートの両方に登場し、ステージ上で気絶したものの復帰し、なんとか務めを果たした。
1972年、ザ・フーのピート・タウンゼントが彼の復帰を支援しようと呼びかけ、ウィンウッド、グレッチ、ロン・ウッド、ジム・キャパルディ（トラフィック）、ジミー・カーステイン（ジョー・コッカー）、リーバップ・クワク・バー（トラフィック）が集まった。1973年1月13日の午後5時半と8時半の2回、彼はロンドンのレインボー・シアターで開催された『レインボー・コンサート』にタウンゼントらをバックに出演した。

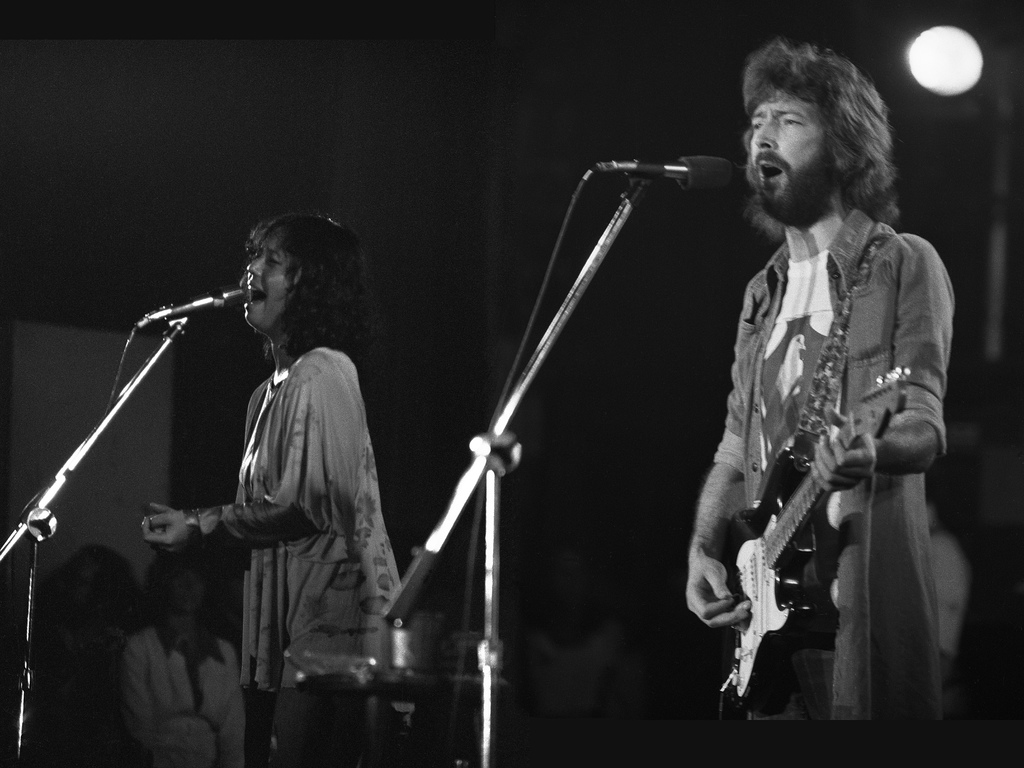
イヴォンヌ・エリマンとクラプトン、1974年

1974年、彼はボイドと同居し始めた。もはやヘロインは使用していなかったが代わりに飲酒量が増えていった。彼はレイドル、マイアミのギタリストジョージ・テリー、キーボーディストのディック・シムズ（2011年死去）、ドラマーのジェイミー・オールデイカー、ヴォーカリストのイヴォンヌ・エリマンとマーシー・レヴィ（マルセラ・デトロイトとしても知られる）を含む控えめなツアーバンドを結成し、『461 オーシャン・ブールヴァード』を録音。このアルバムはよりコンパクトな曲とより少ないギターソロに重点を置いた。ボブ・マーリーの「アイ・ショット・ザ・シェリフ」のカバーは彼にとって初のナンバーワンヒットになり、レゲエとマーリーの音楽がより多くの聴き手を得るのに貢献した。
同年5月、監督ケン・ラッセルの映画「トミー」の撮影に参加してサニー・ボーイ・ウィリアムソンIIの「Eyesight to the Blind」を演奏する「伝道師」（The Preacher）を演じた。映画は翌1975年3月に公開されて、彼は人気を取り戻した。彼は幾つかのショットで明らかに付髭を使用している。これは最初に髭を剃って撮影に臨んだが、ラッセルがそのテイクを削除して撮り直すことに決めたからだった。
1975年に発表したアルバム『安息の地を求めて』にも前作と同じ傾向が続いた。アルバムのオリジナルタイトルである『The World's Greatest Guitar Player 』は、その皮肉な意図が誤解されると感じられたため、プレス前に変更された。バンドはワールドツアーを行い、その様子は『エリック・クラプトン・ライヴ』となってリリースされた。クラプトンはその後もアルバムをリリースし続け、定期的にツアーを行った。この期間のハイライトとして、『ノー・リーズン・トゥ・クライ』（ボブ・ディランとザ・バンドとのコラボレーション）、『スローハンド』（「ワンダフル・トゥナイト」と2度目のJ・J・ケイルのカバー「コカイン」を含む）が挙げられる。1976年、彼はマーティン・スコセッシのドキュメンタリー映画「ラスト・ワルツ」で撮影されたザ・バンドの解散コンサートに、一連の著名なゲストの1人として出演した。1977年頃はロニー・レーンと共に過ごす事が多くなり、レーンの家の庭で焚き火をしながら「ワンダフル・トゥナイト」を最初に彼に聴かせている。二人で電車を貸し切って気ままなヨーロッパツアーも行っており、レーンとの出会いはその後のクラプトンの人生観と音楽に影響を与えた。

### 成功の発展

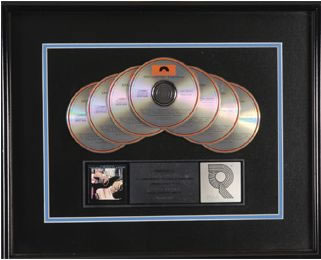
7度のRIAAプラチナ認定を受賞した『ベスト・オブ・エリック・クラプトン』(1982)

1981年、クラプトンはプロデューサーのマーティン・ルイスに招待され、アムネスティ・インターナショナルのチャリティーコンサートであるロンドンの「シークレット・ポリスマンズ・アザー・ボール」に出演した。クラプトンは招待を受け入れ、ジェフ・ベックと組んで数曲をデュエットしている。伝えられるところによると、これがステージ上での彼らの最初のコラボレーションであった。公演のうち3曲はショーのアルバムでリリースされ、1曲は映画に登場した。ロンドンのドゥルリー・レーン劇場での公演は、新しい10年でクラプトンの形と卓越性への回帰を告げた。ヘロイン中毒の前に改宗した「キリスト教への深いコミットメント」など、クラプトンの復帰には多くの要因が起因している。
1982年1月、クラプトンはマネージャーに電話し、アルコール依存症であることを認めた後、ミネアポリス・セントポールに飛び、ミネソタ州センターシティにあるヘーゼルデン・トリートメントセンターに入所。飛行機の中で、クラプトンは二度と飲むことができないのではないかと恐れ、たくさんの酒を飲んだという。クラプトンは自伝に次のように書いている：
僕の人生の最悪の瞬間に、自殺しなかった唯一の理由は、死んだらもう飲むことができないだろうと知っていたということだった。それは僕が生きる価値があると思った唯一のことだった、そして人々が僕をアルコールから遠ざけようとしているという考えはひどいものだった。なぜなら僕は飲んで飲んで飲んで、そして彼らは実際に僕を診療所に連れて行かなければならなかった。
退院後、ヘーゼルデンの医師はクラプトンがアルコール依存症やストレスの引き金となるような活動に参加しないように勧めた。しかしクラプトンは1987年11月にヘーゼルデン・トリートメントセンターに戻ることとなる。最初のリハビリから退院してから数か月後、クラプトンは医師の指示に反して次のアルバムの制作を始めた。トム・ダウドと協力して、彼はこれまで「最も強制的な」アルバム『マネー・アンド・シガレッツ』を制作。クラプトンはアルコール依存症からの最初のリハビリの後、「それ（金とタバコ）が自分が去ったのを見たすべてだった」からこのアルバム名を選んだ。
1984年にクラプトンはピンク・フロイドの元メンバーであるロジャー・ウォーターズのソロアルバム『ヒッチハイクの賛否両論』に出演し、サポートツアーに参加。それ以来、ウォーターズとクラプトンは密接な関係を築いてきた。2005年に彼らは津波救援基金のためも共演し、2006年にもカントリーサイド・アライアンスの支援を受けて、ハイクレア・カースルで「あなたがここにいてほしい」と「コンフォタブリー・ナム」の2曲を演奏している。現在は定期的にチャリティーパフォーンスを行っているクラプトンだが、1985年7月13日にフィラデルフィアのジョン・F・ケネディ・スタジアムで開催されたライヴエイドコンサートで、フィル・コリンズ、ティム・レンウィック、クリス・ステイントン、ジェイミー・オールデイカー、マーシー・レビー、ショーン・マーフィー、ドナルド・ダック・ダンらと共演した。視聴時間のピークに近いスロットを提供されたとき、彼は明らかに照れていたようだった。彼は1980年代もコンスタントにアルバムを発表し、1985年には「フォーエヴァー・マン」と「シーズ・ウェイティング」の2つのヒット曲を含んだ『ビハインド・ザ・サン』をフィル・コリンズと共に制作し、1986年の『オーガスト』でもコリンズを起用した。
『オーガスト』はコリンズのトレードマークであるドラムとホーンのサウンドに溢れ、クラプトンのこれまでのイギリスにおける最大の売り上げとなり、チャートの最高位でとなる3位に到達した。アルバムの最初のトラックであるヒット曲「イッツ・イン・ザ・ウェイ・ザット・ユー・ユーズ・イット」はトム・クルーズとポール・ニューマンの映画「ハスラー2」で使用された。ホーンがフィーチャーされた「ラン」はコリンズの「ススーディオ」やその他の作品の作風を反映し、一方「ティアリング・アス・アパート」（ティナ・ターナーと共演）や「ミス・ユー」ではクラプトンのより激しいサウンドが続けられた。このリバウンドとして、クラプトンはコリンズ、ベーシストのネイザン・イースト、キーボーディストのグレッグ・フィリンゲインズと共に2年に及ぶツアーを開始した。『オーガスト』ツアーでは4人のバンドの2本のコンサートビデオ『Eric Clapton Live from Montreux』と『Eric Clapton and Friends』が撮影された。クラプトンは後に「アフター・ミッドナイト」を、ミケロブビールのプロモーション用シングルとして作り直した。同ブランドはコリンズやスティーヴ・ウィンウッドの曲も使用していた。
1985年、BBCテレビジョンのスリラーシリーズ「刑事ロニー・クレイブン」のスコアをマイケル・ケイメンと共作し、英国アカデミー賞テレビ部門を受賞した。また、ロンドンで開催された1987年のブリット・アワードで、クラプトンは音楽への優れた貢献に対して賞を受賞した。同年にはジョージ・ハリスンのアルバム『クラウド・ナイン』に参加し、「クラウド・ナイン」、「ザッツ・ホワット・イット・テイクス」、「デヴィルズ・レイディオ」、「金星の崩壊」で共演している。
クラプトンはまた、ビージーズと共にチャリティーを行った。グループはザ・バンバリーズと名乗り、収益をチェシャーのバンバリー・クリケットクラブに寄付するチャリティーアルバムを録音した。このクラブは、イギリスの非営利団体への資金を集めるためにクリケットのエキシビションマッチを行っている。ザ・バンバリーズは、The Bunbury Tailsのために「"We're the Bunburys"」「"Bunbury Afternoon"」「"Fight (No Matter How Long)"」の3曲を録音した。「"Fight (No Matter How Long)"」は『1988 Summer Olympics Album: One Moment in Time』に収録され、ロック・チャートで8位になった。クラプトンは2011年にロンドンのグロブナー・ハウス・ホテルで開催されたクリケットクラブの25周年記念式典でも演奏している。
1988年、ウェンブリー・スタジアムで行われたネルソン・マンデラ70歳の誕生日トリビュートでダイアー・ストレイツ、エルトン・ジョンと共に演奏し、ロイヤル・アルバート・ホールで行われたプリンス・トラストロックガーラにも出演。
1989年、ブルース、ジャズ、ソウル、ポップなど、幅広いスタイルをカバーした『ジャーニーマン』をリリース。共演ミュージシャンはジョージ・ハリスン、フィル・コリンズ、ダリル・ホール、チャカ・カーン、ミック・ジョーンズ、デイヴィッド・サンボーン、ロバート・クレイが含まれた。「バッド・ラヴ」はシングルとしてリリースされ、後にグラミー賞の最優秀男性ロックボーカルパフォーマンスを受賞した。

### 1990年代
1990年代はロイヤル・アルバート・ホールでのコンサートで始まった。『24ナイツ』は同会場で1990年1月から2月頃、1991年2月から3月にかけて行われた演奏が収められた。1990年6月30日、ダイアー・ストレイツ、クラプトン、エルトン・ジョンがイギリスのネブワースで開催されたノードフ＝ロビンズのチャリティーショーにゲスト出演。
1990年8月27日、クラプトンと一緒にツアーを行っていたブルースギタリストのスティーヴィー・レイ・ヴォーンとそのロードクルーのメンバー3名が、コンサート後の移動で乗り込んだヘリコプターが墜落し、死亡した。
1991年3月20日、クラプトンの4歳の息子コナーが母親の友人のニューヨーク市東57丁目117番のアパートの53階の窓から転落して死亡。コナーの葬儀は3月28日にサリー州リプリーのクラプトンの故郷の村にあるマグダラのマリア教会で行われた。
1991年、リッチー・サンボラのアルバム『ストレンジャー・イン・ディス・タウン』収録曲「ミスター・ブルースマン」（サンボラがクラプトンやロバート・ジョンソンに捧げた曲）に参加。翌年のエルトン・ジョンのアルバム『ザ・ワン』で、エルトンとのデュエットである「ランナウェイ・トレイン」にギターとヴォーカルで参加した。
息子コナーへの悲しみは、ウィル・ジェニングスとの共作「ティアーズ・イン・ヘヴン」で表された。第35回グラミー賞でクラプトンはシングル「ティアーズ・イン・ヘヴン」とアルバム『アンプラグド～アコースティック・クラプトン』で6つのグラミー賞を受賞している。このアルバムは1992年1月16日にバークシャーのウィンザーにあるブレイ・フィルム・スタジオで少人数の聴衆の前で行われたライブ演奏が収められたものだった。ビルボード200でナンバーワンに達し、アメリカで1,000万枚以上を販売したことでRIAAからダイヤモンドの認定を受賞した。全英アルバムチャートでは2位に達し、イギリスではプラチナの認定を4回受賞した。
1992年9月9日、1992年のMTVビデオミュージックアワードで「ティアーズ・イン・ヘヴン」を演奏し、最優秀男性ビデオ賞を受賞した。同年、クラプトンは英国作曲家賞、作曲家賞、作曲家賞、生涯功労賞を含む4つのアイヴァー・ノヴェロ賞を受賞した。1992年10月にはボブ・ディランのデビュー30周年記念コンサートに出演している。コンサートはニューヨーク市のマディソン・スクエア・ガーデンで録音され、二枚組のアルバム『30〜トリビュート・コンサート』としてリリースされた。多くのミュージシャンが古くからのディランの曲を演奏した様子が収められており、クラプトンはコンサートのフィナーレの一部である「天国への扉」でリードギターを担当。
アルバム『アンプラグド』の成功の後、1994年のアルバム『フロム・ザ・クレイドル』では古いブルーススタンダードをカバー。1995年、クリッシー・ハインド、シェール、ネナ・チェリーと共演したシングル「Love Can Build a Bridge」を、チャリティー番組「コミックリリーフ」の支援としてリリースした。同シングルはクラプトンが出演したシングルで初めて全英No.1となる。
1996年9月12日、クラプトンはニューヨーク市のレキシントン・アーモリーで行われたアルマーニのパーティーにグレッグ・フィリンゲインズ、ネイザン・イースト、スティーヴ・ガッドらと共に出演した。シェリル・クロウは「ティアリング・アス・アパート」を歌ったが、『オーガスト』からのこの曲は1986年のプリンス・トラスト・オールスター・ロックショーでティナ・ターナーが最初に演じた曲であった。ハイドパークで開かれた野外コンサート に続いて行われたこのショーは、その年のクラプトンの唯一のアメリカにおけるショーであった。同年にウェイン・カークパトリック/ゴードン・ケネディ/トミー・シムズらと録音した「チェンジ・ザ・ワールド」（映画「フェノミナン」のサウンドトラック）は、1997年にグラミー賞のソング・オブ・ザ・イヤーを受賞。続いて『Retail Therapy』（サイモン・クライミーが所属するTDFのアルバム）のレコーディングにも参加している。またこの頃にはシンガーソングライターのシェリル・クロウと関係を持っており、クラプトンはクロウのセントラル・パークでのコンサートにゲストとして出演し、2人はクリームのヒット曲「ホワイト・ルーム」を演奏した。その後クラプトンとクロウは、2007年6月のクロスロード・ギター・フェスティバルで他のギターレジェンドらと共に「タルサ・タイム」を演奏し、2008年8月にロンドンのハイド・パークでジョン・メイヤーとロバート・ランドルフと共にロバート・ジョンソンのブルースクラシック「クロスロード」を演奏した。
1997年9月15日、クラプトンはロンドンのロイヤル・アルバート・ホールで開催されたモントセラト島救済コンサートに出演、「いとしのレイラ」と「セイム・オールド・ブルース」を演奏した後、ポール・マッカートニー、エルトン・ジョン、フィル・コリンズ、マーク・ノップラー、スティングらとともに「ヘイ・ジュード」を演奏した。その秋、クラプトンはアルバム『ピルグリム』をリリース。
1999年2月24日、第41回グラミー賞でクラプトンは「マイ・ファーザーズ・アイズ」で3度目のグラミー賞最優秀男性ポップボーカルパフォーマンスを受賞した。1999年10月、コンピレーションアルバム『ベスト・オブ』がリリースされた。このアルバムには映画「プリティ・ブライド」の劇中曲「ブルー・アイズ・ブルー」が収められた。20世紀はカルロス・サンタナ、B.B.キングとの共作で終えることとなり、クラプトンはキングを尊敬しており、常に彼と一緒にアルバムを作りたいと思っていたという。キングはクラプトンについて「私は彼を尊敬しており、彼はギタリストとしてロックンロールでナンバー1、そして素晴らしい人物としてナンバー1だと思う」と語っている。

### 共演

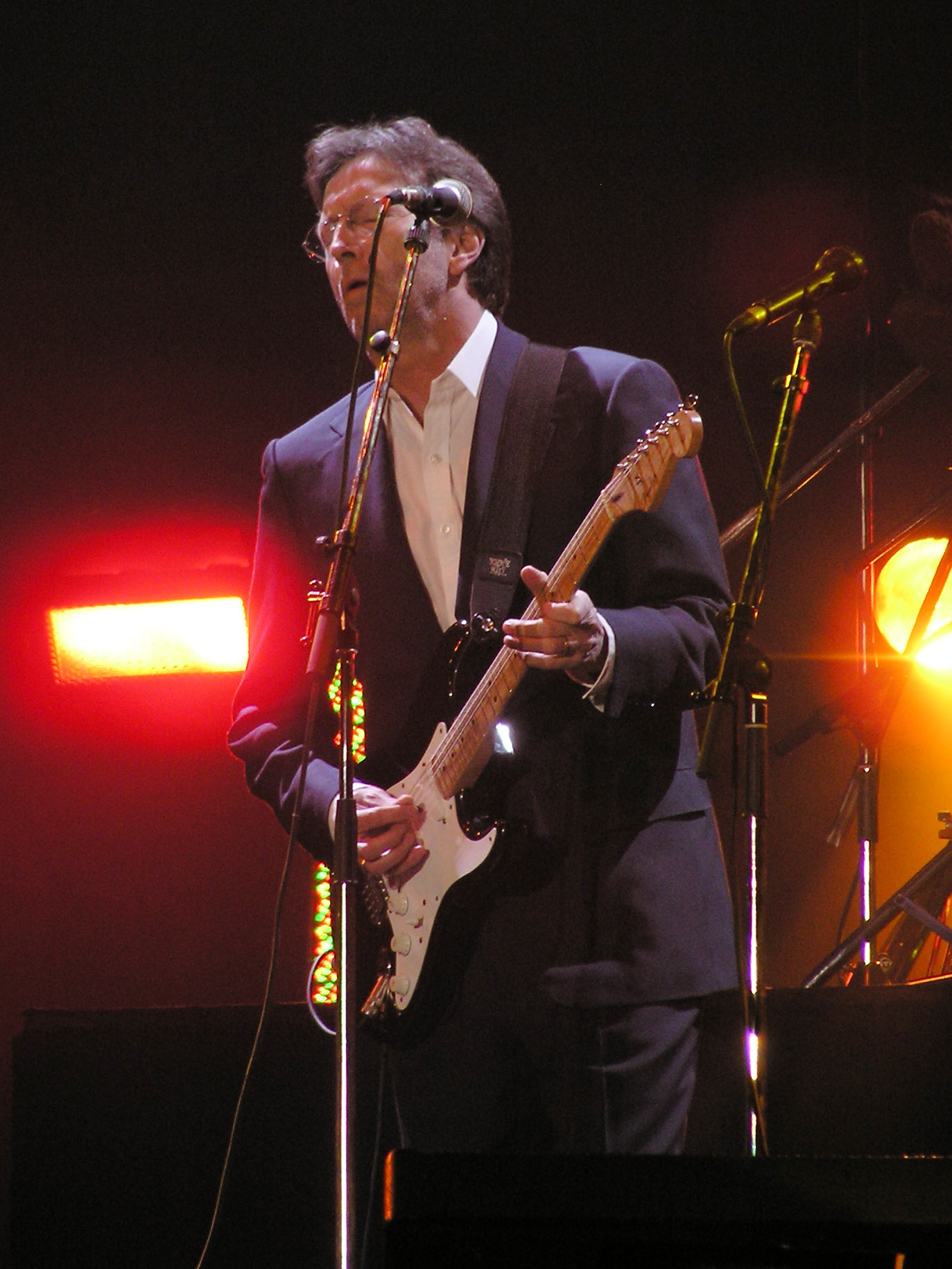
ウェールズ・カーディフのミレニアム・スタジアムにおける津波救済コンサートで演奏するクラプトン（2005年1月22日）

2001年3月にアルバム『レプタイル』をリリース。9月11日の同時多発テロの1か月後、クラプトンはバディ・ガイと共演してニューヨークシティ・コンサートに出演した。2002年6月にエリザベス2世即位50周年記念イベントで、クラプトンはバッキンガム宮殿の敷地内で行われたパレス・コンサートで「いとしのレイラ」と「ホワイル・マイ・ギター・ジェントリー・ウィープス」を演奏した。
2002年11月29日、コンサート・フォー・ジョージがロイヤル・アルバート・ホールで開催された。これは前年に肺がんで死去したジョージ・ハリスンへのトリビュートであった。クラプトンはパフォーマーであり、音楽監督も担当。コンサートにはポール・マッカートニー、リンゴ・スター、ジェフ・リン、トム・ペティ&ザ・ハートブレイカーズ、ラヴィ・シャンカル、ゲイリー・ブルッカー、ビリー・プレストン、ジョー・ブラウン、ダーニ・ハリスンらが出演した。
2004年、ロバート・ジョンソンのカバーを収録した2枚のアルバム、『ミー&Mr.ジョンソン』と『セッションズ・フォー・ロバート・J』をリリース。アルバムにはドイル・ブラムホール2世が参加し、彼は2004年のクラプトンのツアーにも参加した。この年ローリング・ストーン誌はクラプトンを「史上最高のアーティスト100人」のリストで53位にランク付けした。その他のメディア出演には、トゥーツ・アンド・ザ・メイタルズのグラミー賞受賞アルバム『トゥルー・ラヴ』への参加があり、「プレッシャー・ドロップ」でギターを演奏している。

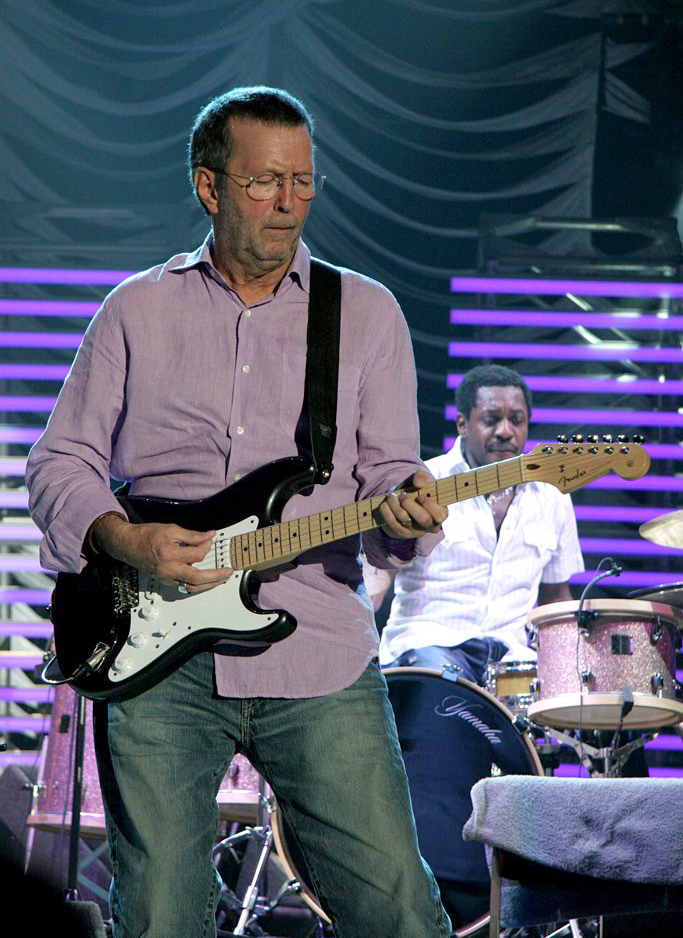
ロッテルダムのアホイ・アリーナで演奏するクラプトン、2006年6月1日

2005年1月22日、クラプトンは2004年のインド洋地震の犠牲者を支援するためにカーディフのミレニアム・スタジアムで開催された津波救援コンサートに出演。同年5月、クラプトン、ジャック・ブルース、ジンジャー・ベイカーはクリームを再結成し、ロンドンのロイヤル・アルバート・ホールで一連のコンサートを行った。コンサートはCDとDVDでリリースされた。その後、クリームはニューヨークのマディソン・スクエア・ガーデンでもコンサートを行った。8月30日には5年ぶりのオリジナルアルバム、『バック・ホーム』がリプリーズ・レコードからリリースされた。
ギタリストのJ.J.ケイルとのコラボレーションである『ザ・ロード・トゥ・エスコンディード』は2006年11月7日にリリースされ、デレク・トラックスとビリー・プレストンをフィーチャーした（プレストンは2004年のツアーバンドの一員でもあった）。クラプトンはトラックスを2006-2007年のワールドツアーのバンドに参加するように招待した。ブラムホールもバンドに留まり、ギタリストが3人になったことで何十年も演奏しなかった多くのドミノスの曲を再演することが可能となった。トラックスはクラプトンをサポートするオールマン・ブラザース・バンドの3人目のメンバーとなった。2番目はキーボードのチャック・リーヴェルで、1990年と1991年にロンドンのロイヤル・アルバート・ホールでMTVアンプラグドと『24ナイツ』のパフォーマンスに出演し、クラプトンの1992年のアメリカ・ツアーにも参加している。
2006年5月20日、クラプトンはハンプシャーのハイクレア・カースルでクイーンのドラマーのロジャー・テイラー、元ピンク・フロイドのベーシストのロジャー・ウォーターズと共演し、イギリスの田舎に関連する問題を推進するカントリーサイド・アライアンスを支援した。同年8月13日にはオハイオ州コロンバスで開催されたボブ・ディランのコンサートにゲスト出演し、ジミー・ヴォーンのオープニングアクトで3曲のギターを演奏した。トラックスとの交流で、クラプトンはデレク・トラックス・バンドを2007年のクロスロード・ギター・フェスティバルに招待した。トラックスは自らのバンドで演奏した後、クラプトンのバンドとも共に演奏した。
2007年、クリストファー・サイモン・サイクスが執筆し出版されたクラプトンの公式回想録の版権がフランクフルト・ブックフェアで400万米ドルで売却される。

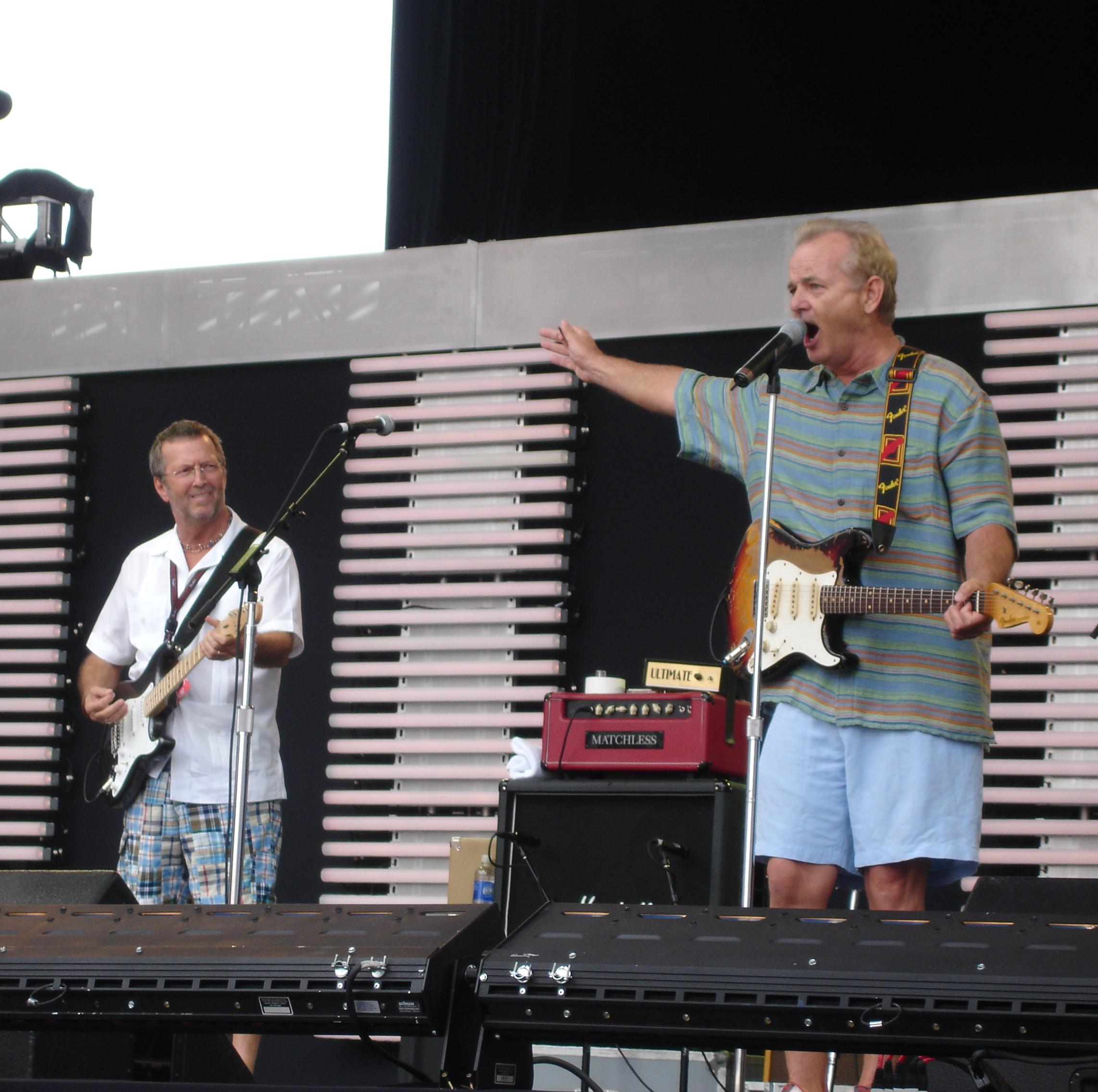
クラプトンと俳優のビル・マーレイ、2007年7月27日、クロスロード・ギター・フェスティバルで。

同年、クラプトンは第二次世界大戦後にイギリスを離れたカナダ人兵士であった父親について詳しく学ぶ。クラプトンの祖父母は最終的に親子関係について真実を話したが、彼は父親の名前がエドワード・フライヤーであることしか知らなかった。1998年の曲「マイ・ファーザーズ・アイズ」に見られたように、これはクラプトンにとって不安の源であった。マイケル・ウォロシュックというモントリオールのジャーナリストがカナダ軍の記録を調査し、フライヤーの家族を追跡、最終的に物語をつなぎ合わせた。彼はクラプトンの父親が1920年3月21日にモントリオールで生まれ1985年5月15日にオンタリオ州ニューマーケットで死去したエドワード・ウォルター・フライヤーであることを知る。フライヤーはミュージシャン（ピアノとサックス）であり、生涯流浪し、数回結婚し、数人の子供がいて、自身がエリック・クラプトンの父親であることを知らなかったようであった。クラプトンは、カナダのオンタリオ州オタワにあるオタワ・マクドナルド・カルティエ国際空港でウォロシュックに出会い、彼に感謝した。
2008年2月26日、北朝鮮当局がクラプトンを共産主義国でのコンサートに招待したと報じられた。クラプトンのマネジメント・スタッフはその招待状を受け取り、クラプトンは原則として同意し、2009年のいつかに開催することを提案したとされる。しかしスポークスマンのクリステン・フォスターは、「エリック・クラプトンは世界中の国々で演奏するための多くの申し出を受けている」と述べ、「彼が北朝鮮で演奏することについては何の合意もない」と述べた。 2月、クラプトンはマディソン・スクエア・ガーデンで長年の友人であるスティーヴ・ウィンウッドと共演し、ウィンウッドのアルバム『ナイン・ライヴズ』でレコーディングされたシングル曲「ダーティ・シティ」にゲスト出演した。2人は2009年6月に全米で14回のコンサートを行っている。クラプトンの2008年サマーツアーは5月3日にフロリダ州タンパのフォード・アンフィシアターで始まり、その後カナダ、アイルランド、イングランド、ノルウェー、アイスランド、デンマーク、ポーランド、ドイツ、モナコで行われた。2008年6月28日、彼はシェリル・クロウとジョン・メイヤーのサポートを受けて、ロンドンのハイドパーク（以前のハイドパークコーリング）で開催されたハードロック・コーリング2008の土曜日の夜のヘッドラインを飾った。9月、クラプトンはロンドンのソーホーにあるフロリディータで開催されたカントリーサイド・アライアンスのプライベートチャリティー募金活動に出演。この募金活動には、ロンドン市長のボリス・ジョンソンなどが参加した。

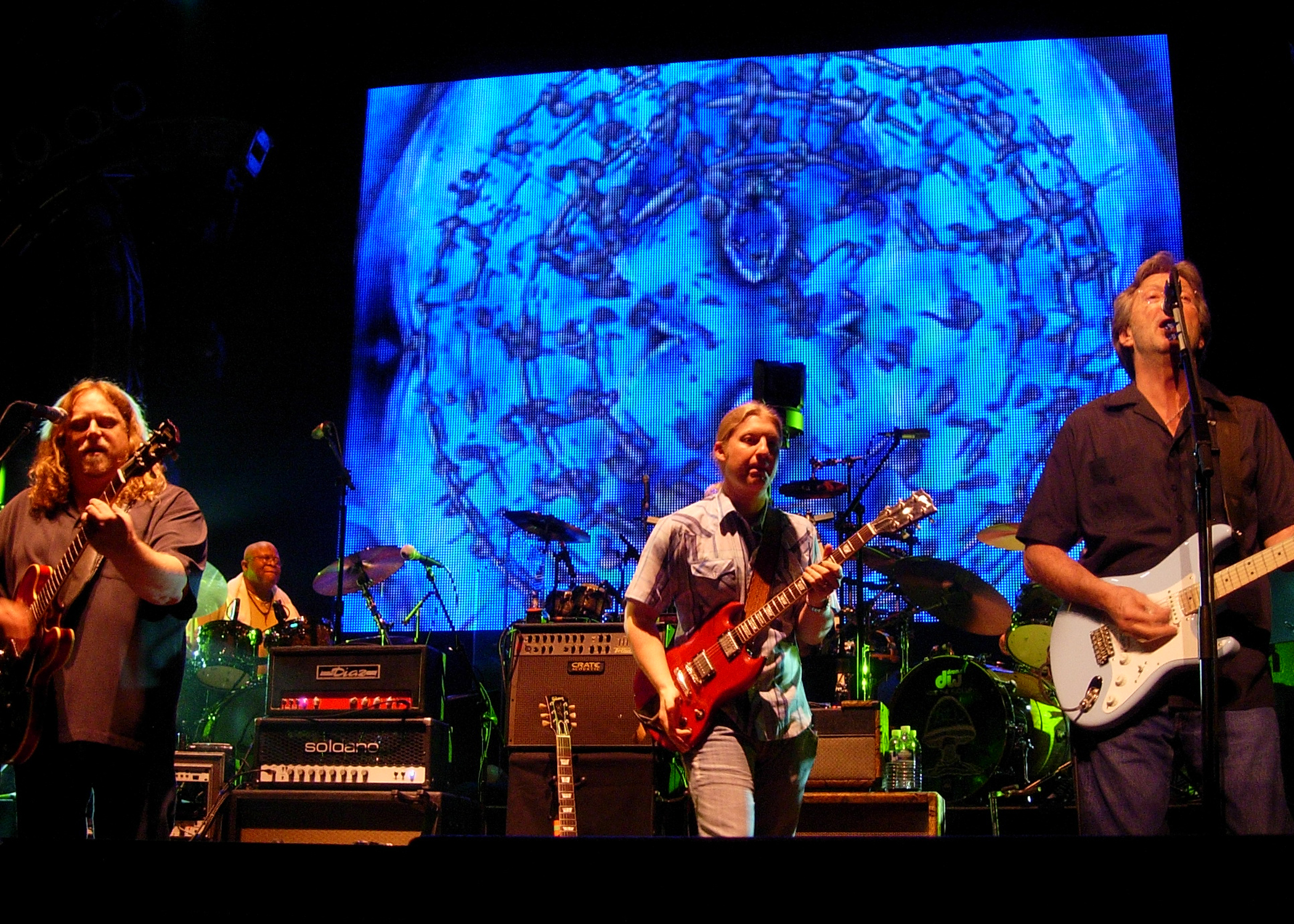
オールマン・ブラザーズ・バンドと共演するクラプトン。ニューヨークのビーコン・シアター、2009年3月

2009年3月9日から28日にかけて、オールマン・ブラザーズ・バンドはビーコン・シアターで多くの著名なゲストを迎えて15回のコンサートを行い、クラプトンは19日と20日の公演に参加。同年5月4日、クラプトンはロイヤル・アルバート・ホールに出演し、ジョー・ボナマッサと「ファーザー・アップ・ザ・ロード」を演奏した。
2009年10月30日にマディソン・スクエア・ガーデンで開催されたロックの殿堂25周年記念コンサートに出演する予定であったが、胆石手術のためキャンセルされた。ヴァン・モリソン（同じくキャンセルした）はインタビューで、彼とクラプトンは何曲か演奏するが、「ゲームの他の段階」で一緒に何か他のことをするだろうと述べた。

### 『クラプトン』『オールド・ソック』『アイ・スティル・ドゥ』
クラプトンは2010年2月13日、14日にロンドンのO2アリーナでジェフ・ベックとコンサートを行った。2人の元ヤードバーズのメンバーは、マディソン・スクエア・ガーデン、トロントのエア・カナダ・センター、モントリオールのベル・センター でコンサートを行い、2010年のツアーを延長し、3月13日まで全米11都市で一連のコンサートを行った。コンサートではロジャー・ダルトリーがオープニングアクトを務めた。スティーヴ・ウィンウッドとの3度目のヨーロッパツアーは5月18日に始まり、6月13日に終了した。オープニングアクトはトム・ノリスが務めた。その後、6月26日から7月3日までの短い北米ツアーを開始した。6月26日にイリノイ州ブリッジビューのトヨタパークで開催された3回目のクロスロード・ギター・フェスティバルから始まった。クラプトンは2010年9月27日にイギリス、2010年9月28日にアメリカで新しいスタジオアルバム『クラプトン』をリリースした。2010年11月17日、クラプトンはロイヤル・アルバート・ホールで開催されたプリンス・トラスト・ロック・ガーラにゲストとして出演し、ジュールズ・ホランド、ミッジ・ユーロ、マーク・キングを含むハウスバンドのバッキングで演奏した。

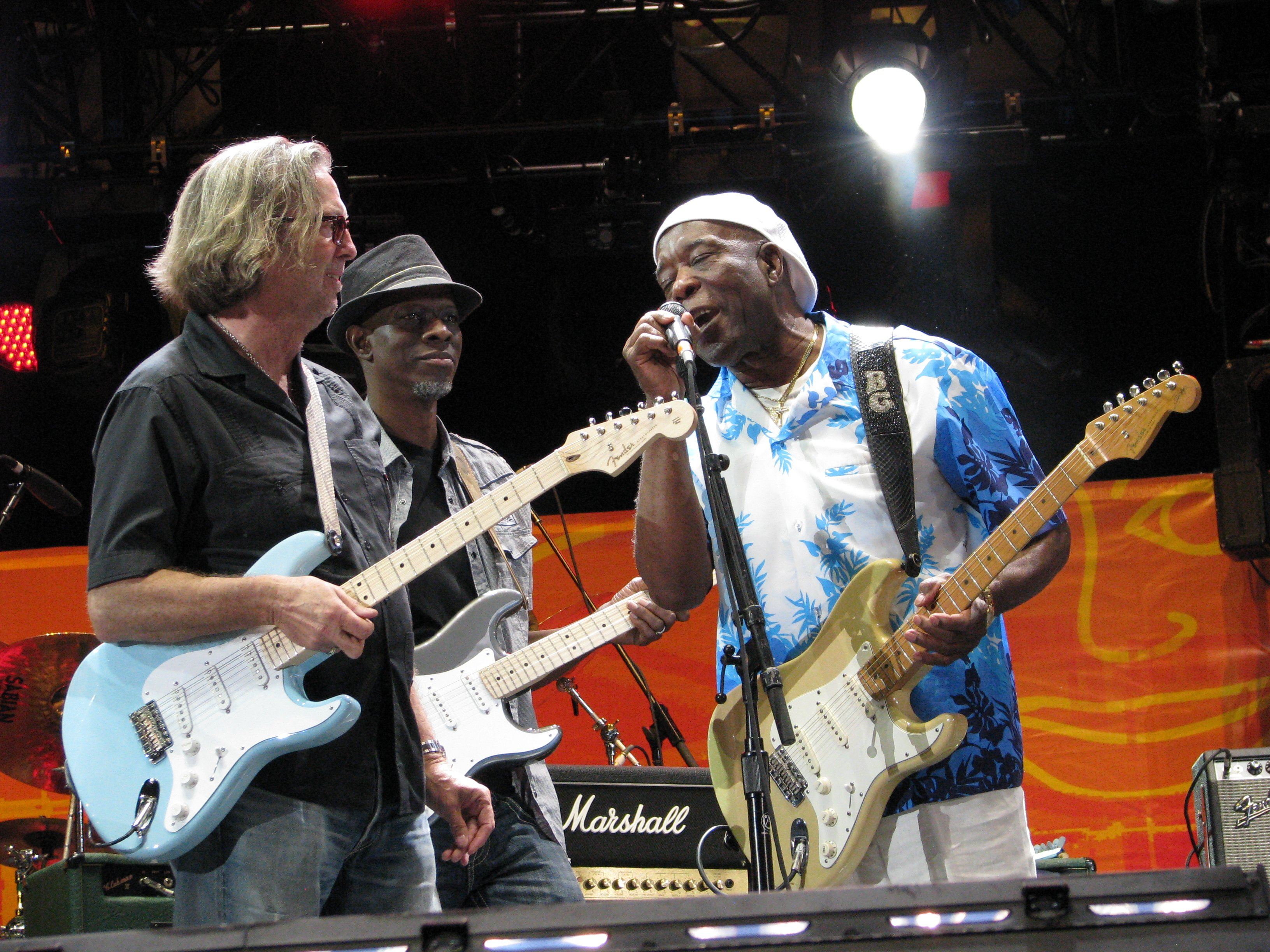
クラプトン、ケブ・モ、バディ・ガイ、クロスロード・ギター・フェスティバルで、2010年6月26日

2011年6月24日、クラプトンはカーヴァ・デ・ティッレーニスタジアムでピーノ・ダニエレとコンサートを行った。2011年10月6日から16日まで南アメリカで一連のコンサートを行った後、2011年11月と12月にはスティーヴ・ウィンウッドと共に日本でツアーを行う。2012年2月24日、クラプトン、キース・リチャーズ、ゲイリー・クラーク・ジュニア、デレク・トラックス、ドイル・ブラムホール2世、キム・ウィルソン、その他のアーティストがニューヨーク市のアポロ・シアターで開催された、ブルースギタリストのヒューバート・サムリンを称える「ハウリン・フォー・ヒューバート・トリビュート・コンサート」で共に演奏した。2012年11月29日、クラプトンはロンドンのO2アリーナで行われたローリング・ストーンズが結成50周年を祝う5回のアリーナコンサートの2夜目に出演した。12月12日、クラプトンはマディソン・スクエア・ガーデンで行われたサンディ・リリーフ・コンサートに出演した。このコンサートは6大陸でテレビ、ラジオ、映画館、インターネットを介して生放送された。2013年1月、サーフドッグ・レコードは3月12日にクラプトンの新アルバム『オールド・ソック』をリリースするために、彼との契約に署名したことを発表した。2013年4月8日、クラプトンとハードロック・インターナショナルは、アンティグア島のクロスロード・センターに利益をもたらす限定版のエリック・クラプトン・アーティスト・スポットライト商品プログラムを開始した。クラプトンは、プロデビューから50周年を祝うために、2013年3月14日から6月19日までアメリカとヨーロッパでツアーを行った。2013年2月28日、クラプトンは旅行の煩わしさから2015年にツアーを中止する意向を発表した。

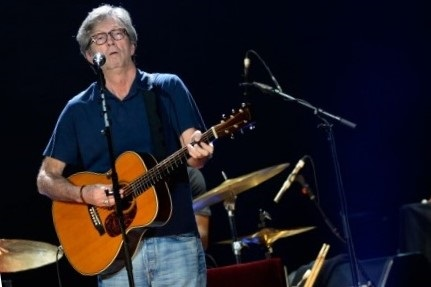
プラハで、2013年6月。50回目のワールドツアー。

2013年10月15日、1992年にリリースされたアルバム『アンプラグド～アコースティック・クラプトン』とコンサートのDVDが、『Unplugged: Expanded & Remastered.』というタイトルで再リリースされた。アルバムにはリマスターされたオリジナルの14トラックと、「マイ・ファーザーズ・アイズ」の2つのバージョンを含む6つの追加トラックが収録された。DVDにはコンサートの復元バージョンと、リハーサルからの60分以上の未公開映像が収録された。2013年11月13日と14日、クラプトンはスイスのバーゼルで毎年開催される屋内音楽祭「Baloise Session」の最後の2夜のヘッドライナーを務めた。2013年11月20日、ワーナー・ブラザースはクロスロード・ギター・フェスティバル2013をCD / DVD / Blu-rayでリリースした。2014年4月30日、クラプトンは2013年7月26日に死去したJ.J.ケイルへのオマージュとして『ザ・ブリーズ〜J.J.ケイルに捧ぐ』のリリースを発表した。このトリビュートアルバムは1972年のシングル「コール・ミー・ザ・ブリーズ」にちなんで名付けられ、クラプトン、マーク・ノップラー、ジョン・メイヤー、ウィリー・ネルソン、トム・ペティらが演奏した16曲のケイルのカバーで構成されている。2014年6月21日、クラプトンはグラスゴー・ハイドロでのコンサート中に突然ステージを降りた。彼は最後の1曲を演奏するために戻ったが、何千人ものファンがクラプトンや会場からの説明が無かったことに腹を立て、コンサートは40分早く終了したが、終了後もブーイングを続けた。翌日、クラプトンと会場の両方が、ステージ上のクラプトンのサウンドコンディションを「耐えられない」ものにしたことに対する「技術的な困難」を非難し、謝罪した。1週間後、彼は、ギターを永久に置くことを余儀なくされる可能性のある「奇妙な病気」に加えて、ロードに出ることが「耐えられない」という彼の決定に起因する引退の計画を確認した。クラプトンは、2016年のクラシック・ロック誌のインタビューで、2013年に末梢神経障害と診断されたことを明らかにした。末梢神経障害は通常、腕や脚に刺す、火傷する、またはうずくような痛みを引き起こす。

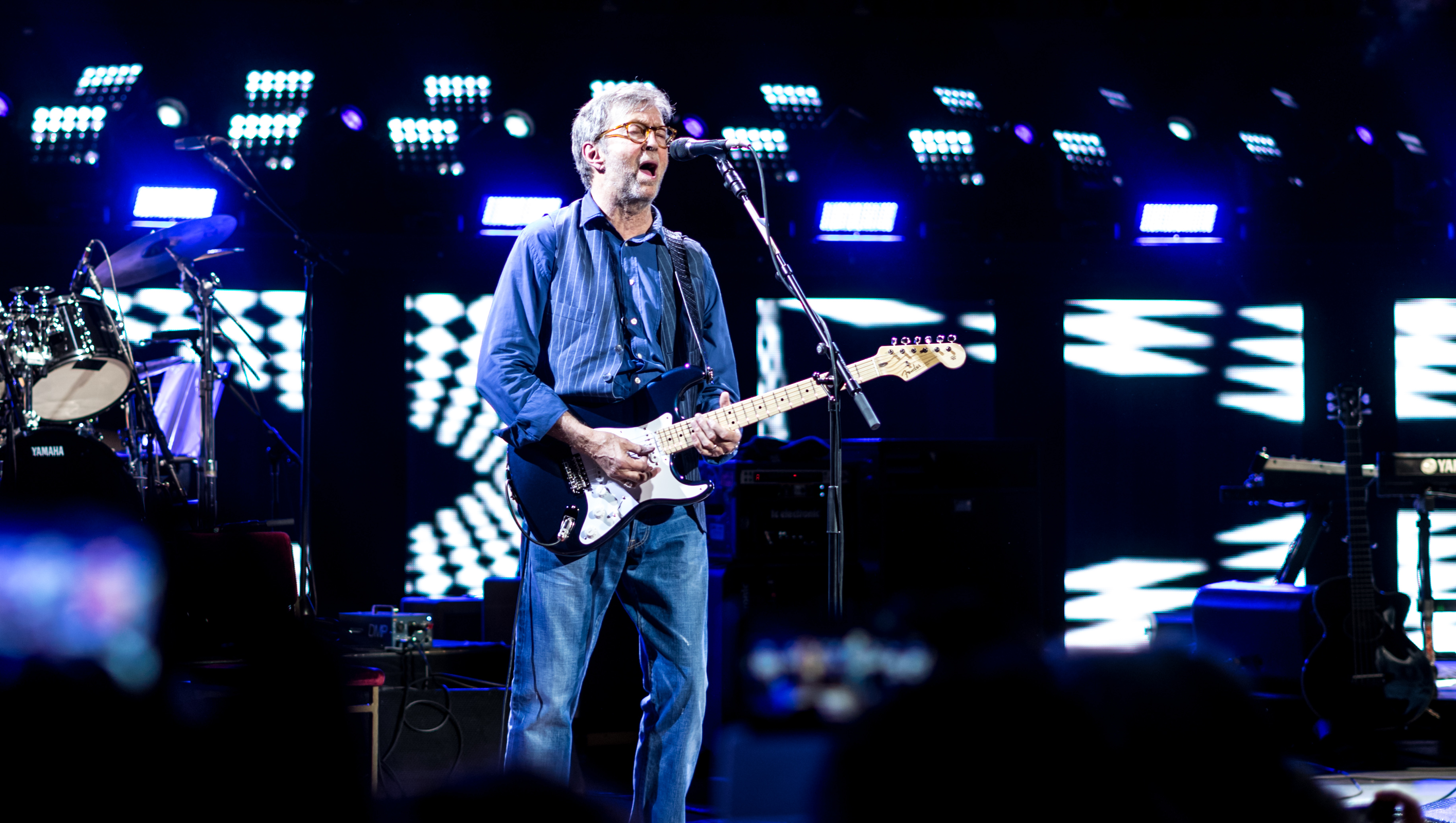
ロイヤル・アルバート・ホールでのクラプトン。2017年の50周年記念ツアー。

クラプトンは2015年5月1日と3日にニューヨークのマディソン・スクエア・ガーデンで2度のショーを行い、その後5月14日から23日までロンドンのロイヤル・アルバート・ホールで7回のショーを行って3月30日の70歳の誕生日を祝った。ショーはまた、クラプトンがロイヤル・アルバート・ホールに初出演してから50年を迎えたものであった。彼が初めてロイヤル・アルバート・ホールで演奏したのは、1964年12月7日にBBCの「トップ・ビート・ショー」にヤードバーズの一員として出演したときであった。映画「スローハンド・アット・70 - エリック・クラプトン・ライヴ・アット・ザ・ロイヤル・アルバート・ホール」は、2015年11月13日にイーグル・ロック・エンターテインメントからDVD、CD、Blu-ray、LPでリリースされた。ニューヨークでの2回のコンサートは、1968年11月2日にクラプトンがクリームと共に「新しい」マディソン・スクエア・ガーデンに出演して以来46周年を迎えたものであった。クラプトンはマディソン・スクエア・ガーデンで合計45回のライブを行っている。これはアメリカ合衆国におけるどの会場よりも多い回数である。2016年5月20日、クラプトンは23枚目のスタジオアルバム『アイ・スティル・ドゥ』をリリースした。2016年9月30日にはライブアルバム『ライヴ・イン・サン・ディエゴ with スペシャル・ゲスト J.J.ケイル』がリリースされた。2018年8月、クラプトンはクリスマスソングをブルースの解釈で構成した24枚目のスタジオアルバム『ハッピー・クリスマス』をレコーディングし、10月12日にリリースした。2024年10月に25枚目のスタジオアルバムの『ミーンワイル』をデジタル配信し、その後2025年1月24日にフィジカル・リリースされた。そして、9月20日に先行リリースした新曲『ワン・ウーマン』のミュージック・ビデオを公開した。
エリック・クラプトンは、2008年のユニバーサル・スタジオの火災で資料を焼失した何百人ものアーティストのうちの1人である。

## クラプトンが影響を受けたミュージシャン

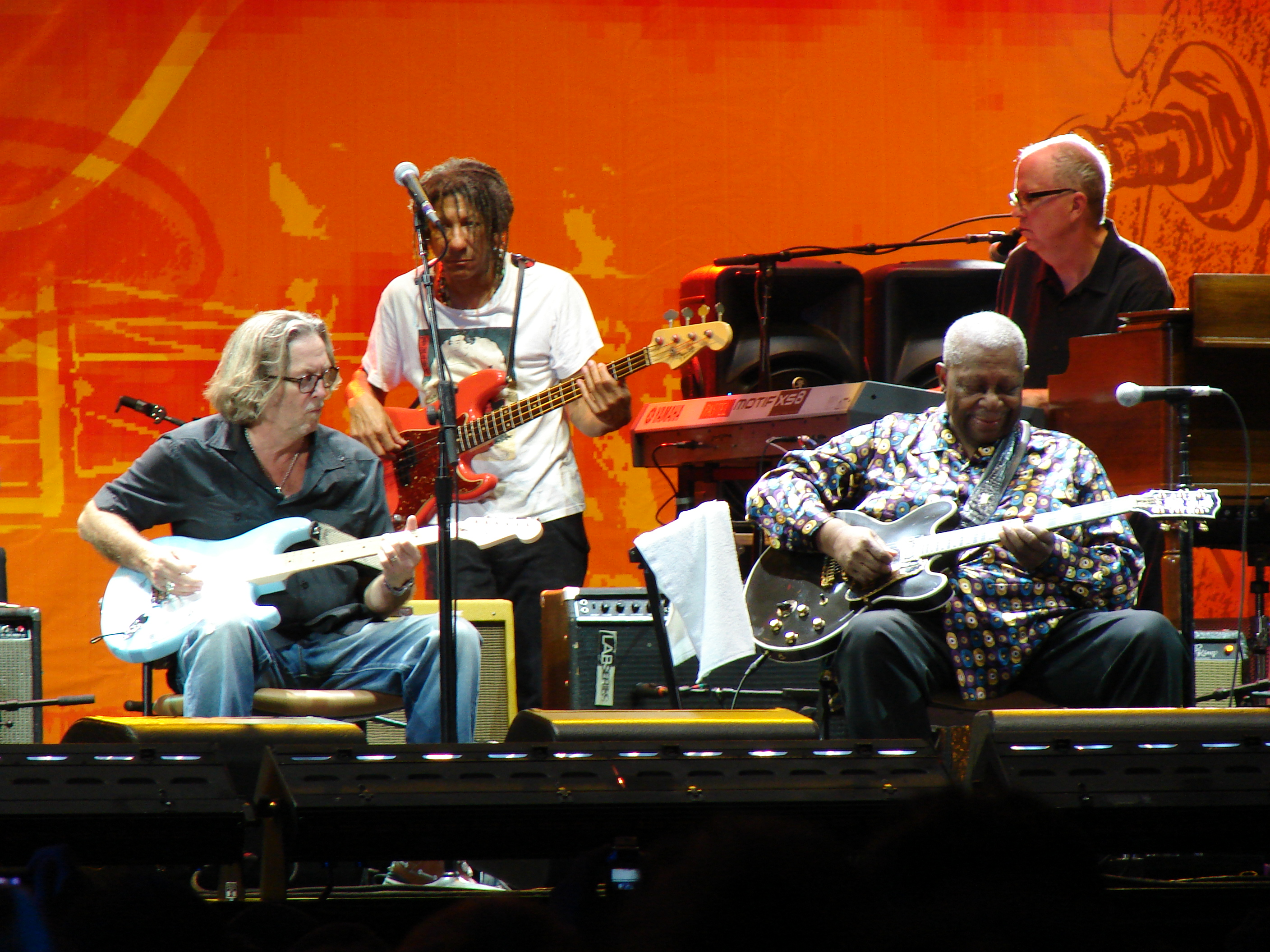
クラプトンとB.B.キング、2010年

クラプトンは、ギター演奏の影響として、マディ・ウォーターズ、フレディ・キング、B.B.キング、アルバート・キング、バディ・ガイ、ヒューバート・サムリンを挙げている。彼の2007年の自伝ではマディ・ウォーターズを「僕が実際に持ったことのない父親の姿」と呼んでいる。 1983年に死去するまでウォーターズはクラプトンの人生の一部であった。「残念ながらマディと知り合った時、僕は飲酒に支配されていた」2000年、クラプトンはB.B.キングとアルバム『ライディング・ウィズ・ザ・キング』でコラボレーションした。タイトルトラックのミュージックビデオでは、クラプトンがお抱え運転手となり、キングが後部座席に座っている様子が映し出されている。
クラプトンは、ブルースミュージシャンのロバート・ジョンソンが彼に唯一の最も重要な影響力を与えたと述べている。2004年に『セッションズ・フォー・ロバート・J』をリリースし、エレキギターとアコースティックギターを使用したジョンソンの曲のカバーが含まれている。1990年の『コンプリート・レコーディングス』のライナーノートで、クラプトンは次のように書いている。
僕にとってロバート・ジョンソンは、これまでに生きた中で最も重要なブルースミュージシャンだ。（彼は絶対に彼自身のビジョンに忠実であり、僕が過去30年間音楽に深く関わってきた限り、）ロバート・ジョンソンほど魂のこもったものを見つけたことはない。彼の音楽は、人間の声に見られる最も強力な叫びであり続けている。（本当に...それは僕がいつも感じていた何かを反映しているように見えた。）（オリジナルは括弧外の部分）
クラプトンはまた、影響を受けたミュージシャンとしてバディ・ホリーを挙げた。『ザ・チャーピング・クリケッツ』はクラプトンが購入した最初のアルバムであった。彼は後に「サンディ・ナイト・アット・ロンドン・パラディウム」でホリーを見た。クラプトンは自伝の中で、ホリーとフェンダーを初めて見たとき、「僕は死んで天国に行ったと思っていた...まるで宇宙から楽器を見ているようなもので、自分に言い聞かせた。『それが未来 - それが僕が望んでいることだ。』」2017年のドキュメンタリー「Eric Clapton: Life in 12 Bars」でクラプトンはビスミラ・カーンを影響を与えたミュージシャンとして挙げ、「ギターを彼のリード楽器のように鳴らしたかった」と付け加えた。同じドキュメンタリーで、彼はハーモニカ奏者のリトル・ウォルターも自身に影響を与えたミュージシャンとして挙げた。「彼がハーモニカを演奏してアンプで作った音、それは厚くて太く、とてもメロディックだった。」

## クラプトンの影響・評価

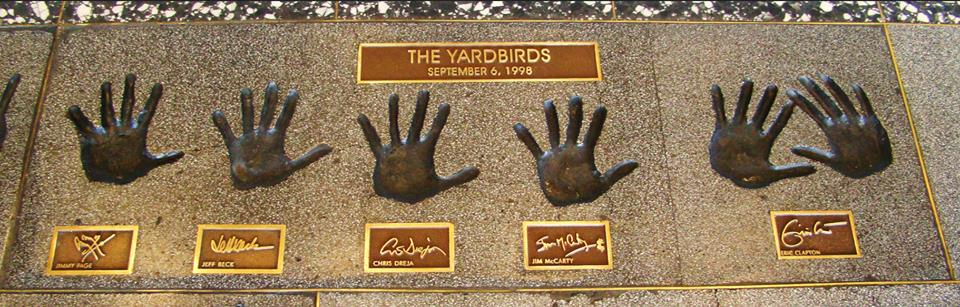
ヤードバーズのメンバーとクラプトンの手形。（右端）ロックの殿堂

クラプトンは、これまでで最も重要で影響力のあるギタリストの1人と呼ばれている。彼は3度ロックの殿堂入りした唯一のアーティストである。1回はソロアーティストとして、そしてもう2回はヤードバーズのメンバー、クリームのメンバーとしてである。彼はローリング・ストーン誌の「史上最高のギタリスト100人」のリストで2位にランクされ、ギブソンの史上最高のギタリストトップ50で4位にランクされた。
2011年、ガーディアン紙はカルト・オブ・ギターヒーローを創設し、クラプトンをロックミュージックの歴史における50の主要なイベントのリストで7位にランク付けした。
リードギタリストのカルトほどロック神話の中心となるものはない。そして、そのカルトを作成するためにエリック・クラプトンほど多くのことをした人物は他にいなかった。彼は1965年4月にギタリストのクリアリングハウスであるジョン・メイオール&ザ・ブルース・ブレイカーズに加わる前にすでにヤードバーズのメンバーだった。メイオールとの彼の2つのスティントは、有名な落書き「"Clapton is God"」が現れるくらい、ロックファンの間で彼の人気が加熱し、その評判が高まった。

2018年、ローリング・ストーン誌は、クラプトンが「ギター演奏技術のみならずレコーディング技術においても影響を与えている」として、以下のエピソードを記事内で紹介した。
クラプトンは、ジョン・メイオールのグループのメンバーとしてレコーディングに参加した際、音響技術者たちの仕事に不満を持ち、「（音響技術者たちは）マイクをアンプに近づけて、アンプの前面から2インチの距離で固定している。が、僕が思うに、まさにクラブに居るかのような臨場感を与えるためには、（クラブの聴衆の一人として聞くときと同様に）10フィート離れているかのように聞こえなくては。3インチじゃなくてね」と言った。
そして、クラプトンはマイクを動かした——そのことによって、後のミュージシャン達に（レコーディング技術の重要性について）気付きを与えたのだ。

※括弧内は編集者の訳註
また、同記事内で、ロジャー・ウォーターズの「（クラプトンは）すべてを変えた」という発言を紹介している。
エリックが出てくる前は、イギリスでギターの演奏といえば、シャドウズのハンク・マーヴィンだった。彼の演奏は非常にシンプルで、大したテクニックを使っていなかった。そんなとき突然、まったく違うものが聞こえてきたんだ。エリックのレコードは、それまでに聞いていたどんなものとも違って聞こえた
2012年、アーティストのピーター・ブレイク卿が80歳になり、その生涯における業績が祝福された。彼の最も有名なアートワークは、ビートルズの『サージェント・ペパーズ・ロンリー・ハーツ・クラブ・バンド』のアルバムカバーであるが、クラプトンはそこに選ばれたイギリスの文化的アイコンの1人であった。
ロバート・クリストガウは、クラプトンのレガシーに対する批判的意見の中で、次のように書いている。：
クラプトンは、僧侶のようなオーラを持っているが、そのオーラが彼自身の奔放な欲求を減らすことは（音楽生活についてもプライベートについても）全くなく、まさに「見境のないサイドマン」だ。クラプトンが好きなのは、（音楽それ自体ではなく）金を稼ぐことだ。そのためクラプトンは、彼ほどの技術を持つアーティストとしては信じられない程に平凡なディスコグラフィを濫造した。
彼は自分のディスコグラフィの平凡さを、しばしば自己防衛的な自虐として、彼自身の怠惰さまたはインスピレーションが足りなかったことが原因だとしているが（それらも原因であることは間違いないが）、それはギターヒーローの病気でもある。クラプトンは、他の多くのギターヒーローたちと同様に、手と耳の協調性が取れていない（つまり演奏技術ばかりが先行して音楽性が伴わない）ため、無茶苦茶な作曲をし、陳腐な作詞をし、そして彼のバンドには一貫性がなく慢性的に行き当たりばったりなのである。

※括弧内は編集者の訳註

## 愛用・使用ギター

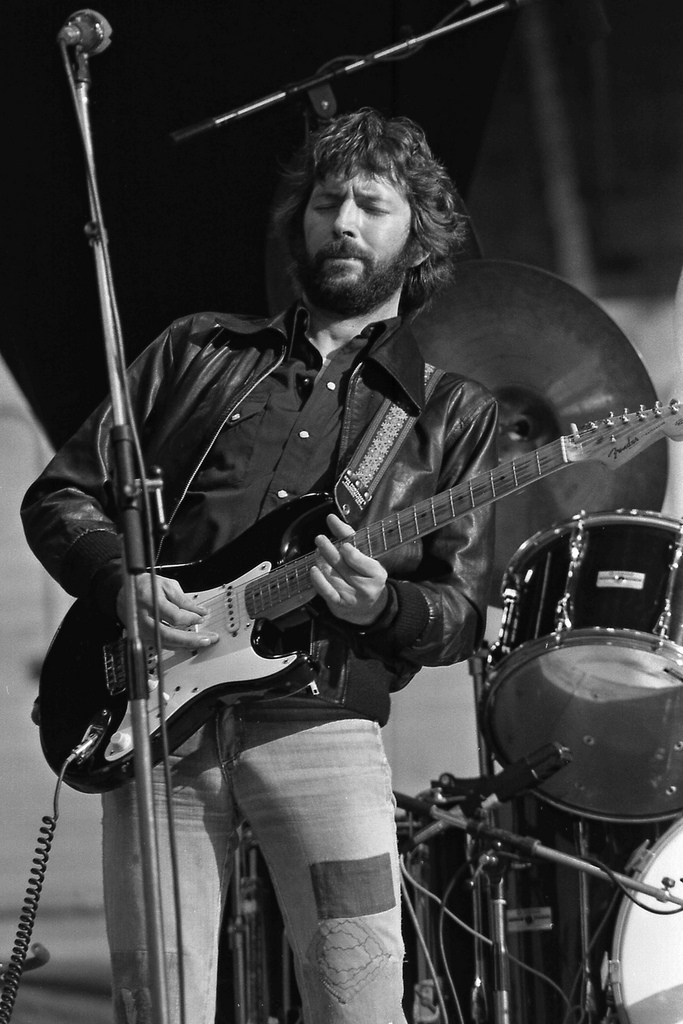
"ブラッキー"を弾くクラプトン。1978年ツアーのオランダで。クラプトンはブラッキーを使用して「コカイン」「アイ・ショット・ザ・シェリフ」「ワンダフル・トゥナイト」「ファーザー・オン・アップ・ザ・ロード」「レイ・ダウン・サリー」を録音した。

ハンク・マーヴィン、ビートルズ、ジミ・ヘンドリックスのように、クラプトンはエレキギターの特定のモデルを普及させる上で決定的かつ広範な影響を及ぼした。ヤードバーズと共に、クラプトンはフェンダー・テレキャスター、フェンダー・ジャズマスター、ダブルカッタウェイのグレッチ 6120、1964年製のチェリーレッド・ギブソン ES-335を演奏した。彼はロンドンのギターストアで中古のサンバーストのギブソン・レスポールを購入した1965年半ばからかなりの期間、ギブソンのみを愛用していた。クラプトンはネックのスリムな輪郭についてコメントしており、これは1960年のモデルであることを示している。
クリームでの活動初期に、彼の最初のレスポール・スタンダードが盗まれた。彼は1967年にこの時期に最も有名なギターである「ザ・フール」と呼ばれたギブソン・SG を購入するまで、クリームではレスポールを演奏し続けた（アンディ・サマーズから購入したギターは盗まれたものとほぼ同じであった。）。クラプトンはレスポールとSGの両方を使用して、彼が言う「ウーマン・トーン」を作り出した。
彼は1967年のインタビューで、「僕は今、よりスムーズに演奏している。僕は自分の「ウーマン・トーン」と呼ぶ音色を開発している。「アイ・フィール・フリー」のソロのような甘い音だ。」と語っている。作家のマイケル・ドレニは、「厚くて鋭い、オーバードライブでありながら滑らかで、歪んでいてクリーミーである」と説明している。そのトーンはギターのトーンコントロール設定と、マーシャルJTM45アンプの組み合わせによって実現される。ヴィンテージ・ギター誌は、「『サンシャイン・オブ・ユア・ラブ』のオープニング・リフとソロは、間違いなく本格的なウーマン・トーンの最高の描写である」と特定している。クラプトンの「ザ・フール」は、オランダのビジュアルアート集団、ザ・フールによって独特なサイケデリックペイントがなされ、その名は彼らにちなんだ物であった（クリームがアメリカデビューする直前の1967年、クラプトンのSG、ブルースのフェンダーVI、ベイカーのドラムヘッドはすべてサイケデリックなデザインが施されていた）。

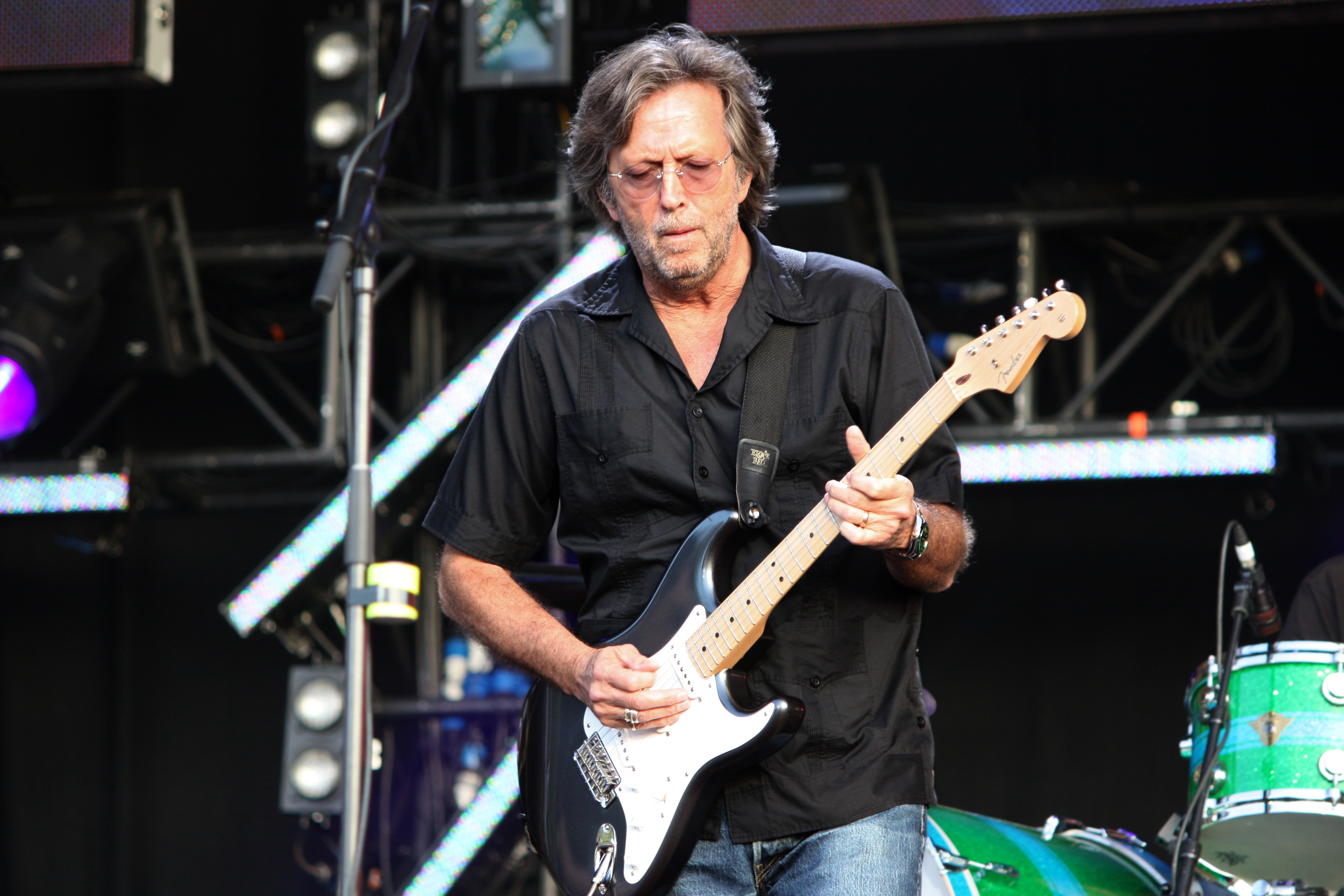
エリック・クラプトン・ストラトキャスターを弾くクラプトン。ハード・ロック・コーリング、ロンドン、2008年。

1968年にクラプトンはギブソン・ファイヤーバードを購入し、1964年製のチェリーレッド・ギブソン ES-335を再び使用し始めた。その1964年のES-335は名高い経歴を持っていた。クラプトンは、1968年11月のクリームの最後のライヴとブラインド・フェイスの活動で使用し、1970年代の作品では控えめに演奏し、『ジャーニーマン』の「ハード・タイムズ」、1996年のハイドパーク・コンサート、『フロム・ザ・クレイドル』のセッションおよび1994-95年ツアーで使用した。ES-335は2004年のオークションで847,500米ドルで売却された。ギブソンは250台の「クロスロード・335」レプリカの限定生産を行った。335はクラプトンが購入した2番目のエレキギターであった。
1968年7月、クラプトンはジョージ・ハリスンに1957年製の「ゴールドトップ」ギブソン・レスポールを贈った。このギブソン・レスポールは、赤い色で再仕上げされルーシーと名付けられた。翌年の9月、クラプトンはビートルズの「ホワイル・マイ・ギター・ジェントリー・ウィープス」のレコーディングでそのギターを弾いた。ルーシーはその後盗難に遭うが、後で追跡されてハリスンの手に戻った。ハリスンはルーシーを1973年に行われたクラプトンのカムバックコンサートのために彼に貸し出した。クラプトンの「ザ・フール」はハリスンの友人であるジャッキー・ロマックスの手に渡り、その後1972年にトッド・ラングレンに500ドルで売却された。ラングレンはそのギターをレストアして「サニー」と名付けたが、その後「サンシャイン・オブ・ユア・ラブ」と名付けた。彼は2000年までそれを保持したが、その後オークションで15万ドルで売却した。1969年にハイド・パークで開催されたブラインド・フェイスのコンサートで、クラプトンは「ブラウニー」のネックを装着したカスタム・テレキャスターを演奏した。

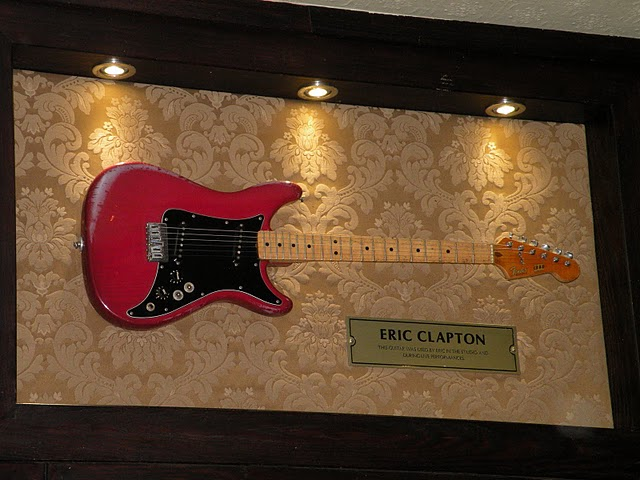
1979年にロンドンのハードロックカフェに寄贈された最初の記念品であるクラプトンのリードIIフェンダー

1969年後半、クラプトンはフェンダー・ストラトキャスターに切り替えた。「ストラトを始めたとき、僕は多くの影響を受けた。最初はバディ・ホリーとバディ・ガイだった。ハンク・マーヴィンはここイギリスで最初に有名な人物だったが、それは僕の種類ではなかった。スティーヴ・ウィンウッドは非常に信頼性が高く、彼が演奏を始めたとき、僕は彼がそれを行うことができれば、僕も行うことができると思った。」。『エリック・クラプトン・ソロ』のレコーディングで最初に使用されたのは「ブラウニー」で、それは1973年にクラプトンのギターの中で最も有名な「ブラッキー」のバックアップとなった。1970年11月、クラプトンはドミノスのツアー中に、テネシー州ナッシュビルのギターショップから6台のストラトキャスターを購入した。彼はジョージ・ハリスン、スティーヴ・ウィンウッド、ピート・タウンゼントにそれぞれ1台ずつ与えた。
クラプトンは残りの3台の最良のコンポーネントを組み合わせて「ブラッキー」を作成した。これは1985年に引退するまで彼のお気に入りのステージギターであった。「ブラッキー」が最初に使用されたのは1973年1月13日のレインボー・コンサートであった。クラプトンは1956/57 ストラトを「モングレル」（雑種）と呼んだ。2004年6月24日、クラプトンはニューヨークのクリスティーズ・オークションハウスで「ブラッキー」を959,500米ドルで売却し、麻薬およびアルコール依存症のためのクロスロード・センターの資金を調達した。「ブラウニー」は現在、エクスペリエンス・ミュージック・プロジェクトに展示されている。フェンダー・カスタム・ショップはそれ以来、275台の「ブラッキー」レプリカを限定生産し、「ダック・ブラザーズ」のフライトケースに至るまで細部まで修正し、フェンダーの「レリック」プロセスを使用して人工的にエイジングし、経年変化をシミュレートしている。1台はリリース時にクラプトンに提供され、2006年5月17日のロイヤル・アルバート・ホールでのコンサートでは3台が使用された。1979年、クラプトンはサイン入りのフェンダー・リードIIをロンドンのハードロックカフェに寄贈した。ピート・タウンゼントも「僕のものは彼と同じくらい良い！ラヴ、ピート」というメモを付けたギブソン・レスポールを寄贈した。
クラプトンのサイン入りギターはフェンダーとマーティンで製作されている。1988年にフェンダーはエリック・クラプトン・ストラトキャスターをリリースした。マーティンはいくつかの000-シグネチャーモデルを製作している。最初のモデルは1995年に発表された限定モデルの000-42ECである。シングル「チェンジ・ザ・ワールド」（1996年）とアルバム『ピルグリム』（1998年）では000-28ECが使用されたが、そのギターは後にギタリストのポール・ワシフにプレゼントされた。彼が『アンプラグド』で使用した1939年製000-42はオークションで791,500米ドルで落札された。クラプトンが使用する弦はアーニー・ボールのスリンキーとスーパースリンキーで、ゲージは.10から.46である。クラプトンのギターのメンテナンスはリー・ディックソンが30年以上担当している。

## メディアへの出演

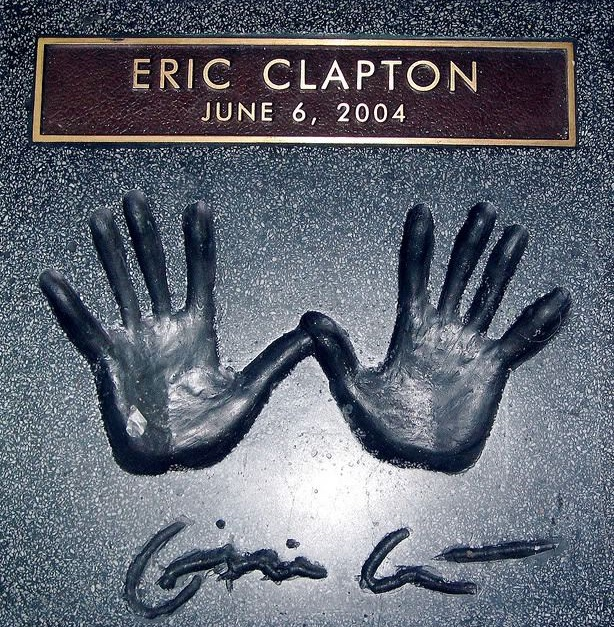
ハリウッドに展示されるクラプトンの手形。

クラプトンはザ・フーのロック・オペラ『トミー』の映画版（1975年）で伝道師を演じ、サニー・ボーイ・ウィリアムソンIIの「Eyesight to the Blind」を演奏した。彼はまた、映画「ブルース・ブラザース2000」にルイジアナ・ゲイター・ボーイズの一員として出演した。バンドのメンバー役に加え、彼は短いスピーチも行っている。クラプトンはメルセデス・ベンツ・Gクラスの広告に登場した。2007年3月、クラプトンはリアルネットワークスのラプソディ・オンライン・ミュージックサービスの広告に登場した。2010年、クラプトンはT-モバイルのスポークスマンとしてスマートフォンのマイタッチ・フェンダーの広告に出演した。クラプトンは2011年のBBCドキュメンタリー「Reggae Got Soul: The Story of Toots and the Maytals」にも出演した。同番組は「ジャマイカから出てきた最も影響力のあるアーティストの語られなかったストーリー」と評された。
「ザット'70sショー」、シーズン2のエピソード「"Holy Crap!"」でキャラクターのエリック・フォアマンとスティーブン・ハイドは牧師から神について説明するよう頼まれ、クラプトンのイメージを描いた。クラプトンはBBCの「トップ・ギア」2013年のシリーズ19エピソード4に出演し、キア・シードのテストドライブに携わった。彼はシードの補助入力をテストするよう求められ、端子にギターを接続、彼の有名なヒット曲のいくつかのフレーズを演奏した。「トップ・ギア」のホスト、ジェレミー・クラークソンは彼を「地元のギタリスト」と紹介した。
2017年に「Eric Clapton: Life in 12 Bars」というタイトルのドキュメンタリー映画がリリ・フィニ・ザナックの監督で製作された。クラプトンはザナックの1991年の映画「ラッシュ」の音楽を担当し、それ以来の友人であった。ザナックはBBCニュースのインタビューで、クラプトンは彼女が監督を担当した場合にのみ参加することに同意したと述べた。：
エリックが気分が良かったので、これができたのだと思います。彼は信じられないほどプライベートな男であり、彼の大成功にもかかわらず、彼はまったく宣伝されても気にしない。彼は自身の音楽が大好きです...彼は何年か前に70歳になったので、それは彼の年齢と関係があるかもしれないと思います。彼は私に言いました。「僕は死んだ後にそれが行われることを望まなかったし、それは間違っていた」 たぶん彼はそれをすべてテーブルに並べる時が来たと思ったのでしょう。

## 私生活

### 家族
クラプトンはファンク歌手のベティ・デイビスと短期間交際した。彼は1979年にパティ・ボイドと結婚したが、結婚生活は彼の不貞と家庭内暴力によって破綻した。1999年のサンデー・タイムズ紙とのインタビューで、クラプトンは当時「本格的な」アルコール依存症であって、結婚中に彼女をレイプして虐待したことを認めた。1984年、『ビハインド・ザ・サン』のレコーディング中に、クラプトンはAIRモントセラトのマネージャーであるイヴォンヌ・ケリーとの交際を始めた。双方とも当時パートナーと結婚していたが、イヴォンヌは1985年1月にクラプトンの娘を出産した。彼女はルース・ケリー・クラプトンと名付けられたが、メディアが彼女が1991年にクラプトンの娘であると認識するまで、彼女の存在は一般に公開されなかった。
クラプトンとボイドは1984年に体外受精を試みたが、子どもをもうけることはできなかった。クラプトンはイタリア人モデルのロリー・デル・サントと関係を持ち、彼女を妊娠させたことを告白した後、1989年にボイドと離婚した。デル・サントは1986年8月21日に息子のコナーを出産した。コナーは1991年3月20日にマンハッタンのアパートの53階にある開いた寝室の窓から転落し、4歳で死去した。
1998年、当時53歳だったクラプトンはオハイオ州コロンバスでの公演後のパーティーで、22歳の管理アシスタントであるメリア・マッケナリーと出会った。彼はメリアと一年間密かに交際し、1999年に関係を公表した。2人は2002年1月1日にクラプトンの故郷であるリプリーのセントメアリー・マグダレン教会で結婚した。2人の間にはジュリー・ローズ（2001年6月13日生）、エラ・メイ（2003年1月14日生）、ソフィー・ベル（2005年2月1日生）の3人の娘がいる。2013年6月に長女ルースとその夫ディーン・バートレットの間に、クラプトンの孫となるアイザック・エリック・オーウェン・バートレットが生まれた。

### 政治的見解と論争

#### キープ・ブリテン・ホワイト
1976年8月5日、クラプトンはバーミンガムでのコンサート中に移民増加への反対を発言した。この発言はその後騒ぎと長引く論争を引き起こした。ステージ上で目に見えて酔っ払っていたクラプトンは、かつて血の川演説で物議を醸したイギリスの右派政治家イーノック・パウエルを強く支持した。彼は聴衆に次のように話しかけた。
今夜、聴衆の中に外国人はいるか？。もしそうなら、手を上げてくれ。それで、どこにいる？。さて、あなた方全員がどこにいるとしても、僕はあなた方全員がただ去るべきだと思っている。ホールを離れるだけでなく、僕たちの国から離れてくれ。僕はあなたがここや、部屋、または僕の国にいることを望まない。聞いてくれ、みんな！。僕らはイーノック・パウエルに投票すべきだと思う。イーノックは僕らの男だ。僕はイーノックが正しいと思う。僕らは彼らすべてを送り返すべきだと思う。イギリスが黒い植民地になるのを止めろ。外国人を追い出せ。ウォグ（有色人種）を追い出せ。クーンズ（黒人）を追い出せ。キープ・ブリテン・ホワイト。僕は以前ドープ（麻薬）に夢中になっていたが、今は人種差別に夢中になっている。それははるかに重い。みんな、クソウォグ、みんな。ロンドンを占領するクソサウジ。ろくでなしのウォグ。イギリスは過密状態になって、イーノックはそれを止めて彼らを送り返す。黒いウォグとクーンとアラブ人とクソジャマイカ人はここに属していない。僕たちは彼らがここにいることを望まない。これはイギリスだ。これは白人の国だ。僕らはここに黒いウォグとクーンを住まわせたくない。彼らが歓迎されていないことを彼らにはっきりさせる必要がある。イギリスは白人のためのものだ。みんな。これはイギリスだ、白人の国だ、僕らに何が起こっているんだ、クソッタレ。ウォグを捨てろ！。キープ・ブリテン・ホワイト！
「キープ・ブリテン・ホワイト」は、当時、極右政党のイギリス国民戦線のスローガンであった。この事件は、デヴィッド・ボウイによる同時期のいくつかの物議を醸す発言 や、シド・ヴィシャスとスージー・スーがナチス関連の画像を使用したことと共に、ロック・アゲインスト・レイシズムの創設の主なきっかけとなった。同運動は1978年4月30日にコンサートも開催している。
1976年10月のサウンズ誌へのインタビューで、クラプトンは「政治についてあまり知らない」と述べ、移民演説について「その夜、何が起こったのかわからない。それはその日に起こったことだったに違いないが、それは歪められたものがで出てきたんだ」と述べた。2004年のアンカット誌とのインタビューで、クラプトンはパウエルを「とてつもなく勇敢」と評価した。彼はイギリスが「人々を安い労働力として招き、それから彼らをゲットーに入れている」と不平を言った。2004年、クラプトンはスコットランド・オン・サンデー紙のインタビュアーに、「僕がレイシストになることはない。それはバカげている」と語った。2007年の自伝で、クラプトンは「すべてに気づいていない」と主張した。2007年12月のサウスバンクショーでのメルヴィン・ブラッグとのインタビューで、クラプトンは自身が人種差別主義者ではないと述べたが、それでもパウエルのコメントは適切であると信じているとした。
2018年の「Raised on Radio」のインタビューで、クラプトンは過去の中毒について話し、「本当に不快なことをした20年間の飲酒で、僕は厄介な人間だった」と述べた。彼は移民に反対していないと主張し、国際的なミュージシャンがイギリスの音楽シーンにもたらした貢献を高く評価した。

#### キツネ狩り禁止
クラプトンは、フィールドスポーツやイギリスの田舎に関連する問題を推進するカントリーサイド・アライアンスを支援している。彼は団体の資金を調達するためにコンサートで演奏し、2004年の狩猟法で労働党がキツネ狩りを禁止したことに公然と反対した。クラプトンのスポークスパーソンは、「エリックはカントリーサイド・アライアンスを支持している。彼は自分自身を狩ることはしないが、釣りや射撃などの田舎の追求を楽しんでいる。彼は、人々の私的な追求に対する国家の干渉に同意しないという理由で、禁止を廃止するというアライアンスの活動を支持している」と語った。

#### 反ロックダウンの楽曲
2020年11月のCOVID-19パンデミックの間、クラプトンとヴァン・モリソンは、反マスク着用、反ロックダウンのシングル「スタンド・アンド・デリバー」を発表した。収益はモリソンの「ロックダウン・ファイナンシャル・ハードシップ・ファンド」に寄付された。モリソンのスタンスは、北アイルランド保健大臣のロビン・スワンによって「公衆衛生対応に関与するすべての人々への中傷」であり、「陰謀論者、つまりマスクやワクチンに反対し、これはすべて自由を取り除くための巨大な世界的計画だと考えるティンホイル・ハットの旅団に大きな慰めを与える」と批判されている。2021年7月、クラプトンはボリス・ジョンソンがコンサートの聴衆に予防接種を要求したことに応じて、「差別された聴衆がいるステージでは演奏しない」と記した。
「スタンド・アンド・デリバー」というのは「要求されたものを与える」ことを意味し、もともとは通行人から金品を奪う追い剥ぎのことを意味していた。曲は、悪名高いハイウェイマン「"Dick Turpin wore a mask too" （ディック・ターピンもマスクを着用していた。）」という歌詞で終わり、「あなたは彼らに恐怖を抱かせた / しかしそれはどれも真実ではなかった」という二行連句が含まれている。クラプトンは「ヴァンとライブ音楽を保存する彼の努力をサポートする。彼はインスピレーションだ。この混乱から抜け出す方法を見つける必要があるので、僕たちは立ち上がって数えなければならない」と語った。
2021年8月、クラプトンはシングル「ディス・ハズ・ゴッタ・ストップ」とプロモーションビデオをリリースした。この曲はCOVID-19の封鎖やワクチン接種に対する抗議の曲として説明され、ビデオはクラプトンが見ているロックダウン政策の結果としての市民的自由の制限に対する叙情的で視覚的な声明として批評家に説明されたものであった。この曲は環境問題、テクノロジーへの人間の執着、メディア消費にも言及している。

### 富と資産
2009年、サリー・ライフ・マガジンはクラプトンを最も裕福なサリー居住者のリストで17位にランク付けし、彼の財産は1億2,000万ポンドと見積もっている。これは、収入、財産、900万ポンドのヨット「Va Bene」（以前はバーニー・エクレストンが所有）、バックカタログ、ツアー収入、および1989年以来1億1,000万ポンドを稼いだ持ち株会社のMarshbrook Ltdの組み合わせであった。2003年に彼は紳士の装身具のコーディング、ピカデリーの50％の株式を購入した。当時、オーナーのノル・ウロスは店を閉店から救おうとしており、彼の「最高のクライアント」であるクラプトンに連絡したと伝えられている。クラプトンは5分以内に返答し「これを閉店させることはできない」と答えた。

### 自動車のコレクション

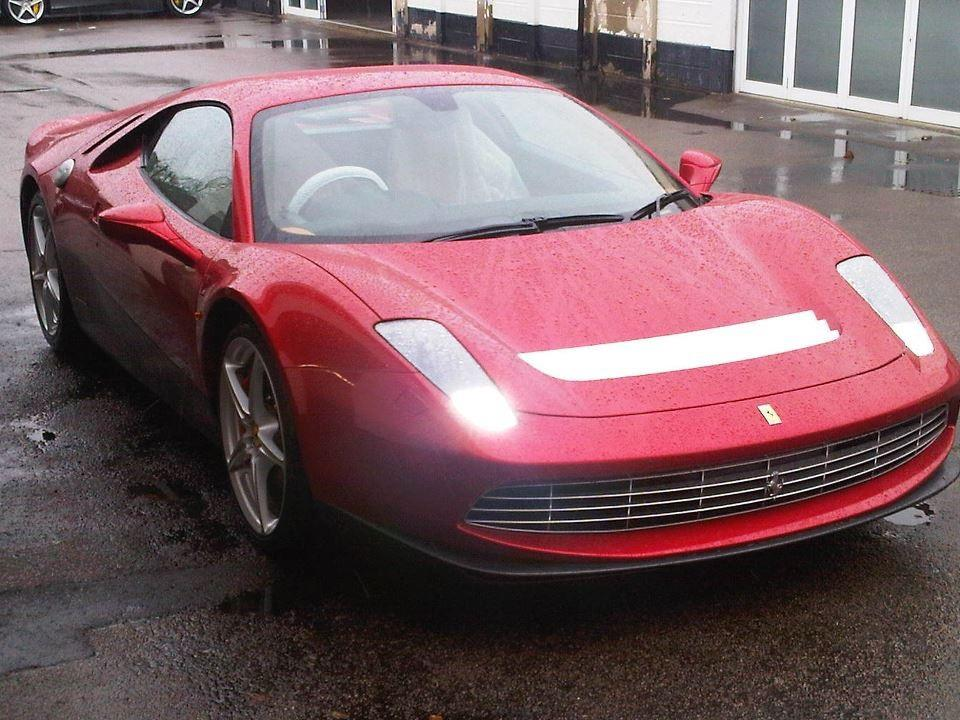
フェラーリ・SP12 EC。フェラーリの特別プロジェクトプログラムの下でクラプトンのために製作された。

1970年代以来、クラプトンは自分自身を「カー・エンスージアスト」と見なし、フェラーリブランドへの情熱をしばしば表明してきた。クラプトンは現在、さまざまなフェラーリを所有しており、1989年に彼のフェラーリコレクションについて尋ねられたとき、彼は同社が製造するロードツーリングカーが好きだと言い、「もっとスペースがあって賢明だったら今では膨大なコレクションがあり、僕は億万長者になるだろう」と語った。2010年にクラプトンは、彼にとって「フェラーリは（常に所有し、運転するための）ナンバーワンの車であった」と語り、彼は常にロードカーやF1、モーターレースでフェラーリをサポートしたと語っている。
2012年、フェラーリはクラプトンをワンオフのスペシャルプロジェクトカーであるフェラーリ・SP12 ECで表彰した。2013年7月にはその車をグッドウッド・フェスティバル・オブ・スピードに展示した。2014年にクラプトンはフェラーリが今でも彼のお気に入りの自動車ブランドであると語っている。クラプトンが所有しているその他の車両の中には、ジョージ・ハリスンからの贈り物であったヴィンテージのミニ・クーパー・ラドフォードがある。

### 慈善活動

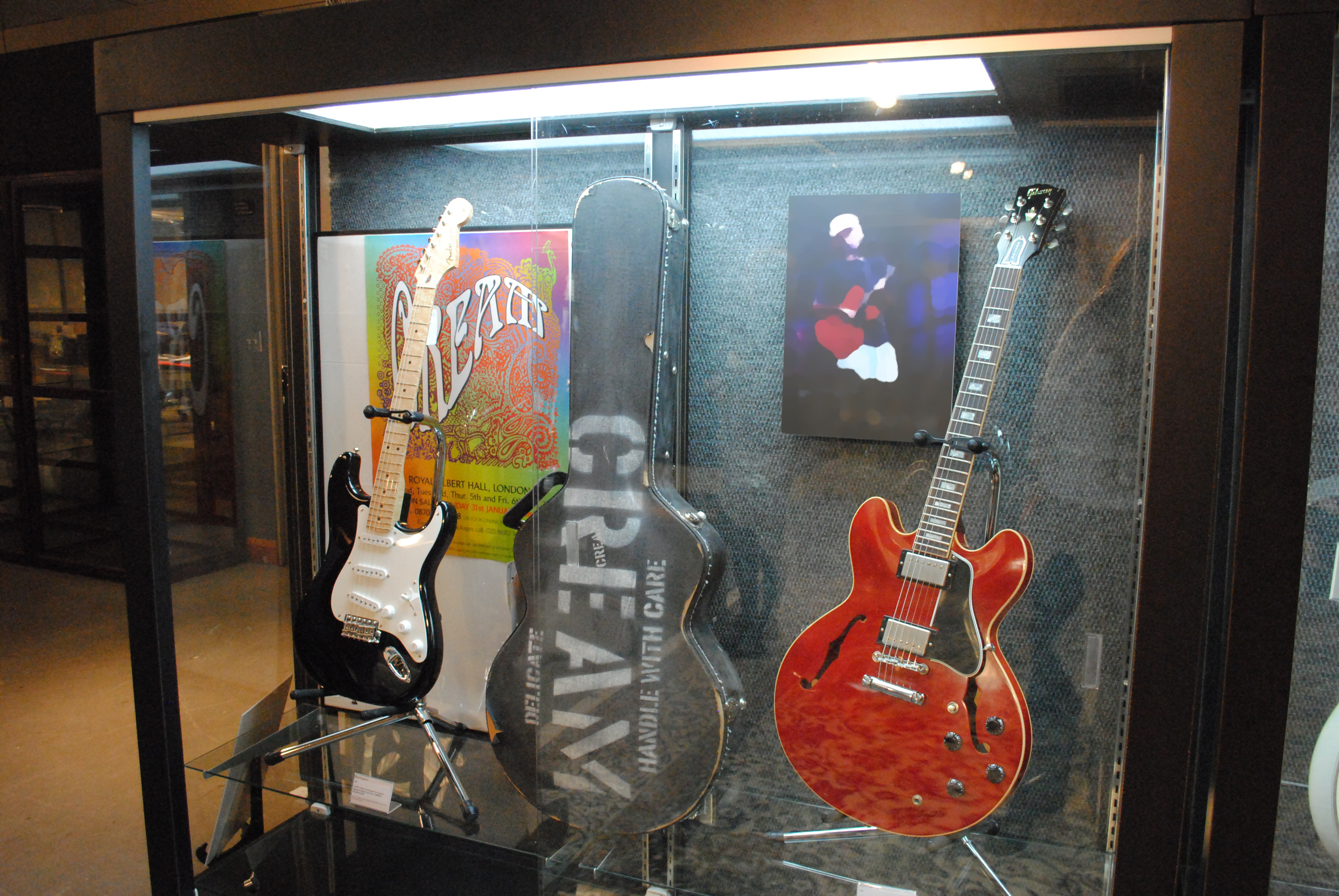
クロスロード・センターを支援するためオークションに出品されたクラプトンのギターとアンプ。

1993年、クラプトンはイギリスの薬物およびアルコール依存症の治療センターであるクラウズハウスの所長に任命され、1997年まで理事を務めた。彼はまた、1994年から1999年まで化学依存センターの理事を務めた。その後両団体は合併し、2007年にアクション・オン・アディクションとなった。
1998年に、彼は中毒患者が麻薬やアルコールへの依存症を克服するのを支援するために、アンティグア島にクロスロード・センターを設立し、現在までその管理と資金調達に積極的に取り組んでいる。クラプトンはこのセンターの資金を調達するために、1999年、2004年、2007年、2010年、2013年、2019年にクロスロード・ギター・フェスティバルを開催した。1999年、クラプトンはギターコレクションの一部を競売にかけ、クロスロード・センターの継続的な支援のために500万米ドル以上を調達した。2度目のギターオークションは2004年6月24日に開催されたが、その際にはクリーム時代の使用ギターや、著名な友人から提供されたギターも含まれた。彼のローデン・アコースティックギターは41,825米ドルで落札された。クリスティーズで行われたこのオークションによって得られた収入は7,438,624米ドルであった。2011年、彼はニューヨークのオークションで150を超えるアイテムを出品し、収益はクロスロードセンターに送られた。出品物の中には。2005年のクリーム再結成ツアーで使用したギター、70年代初頭のドミノス時代に使用されていたスピーカーキャビネット、そしてジェフ・ベック、J.J.ケイル、ジョー・ボナマッサから提供されたギターが含まれていた。2011年3月、彼は1984年製のギブソン・セミアコースティックギター、1990年のロイヤル・アルバート・ホールでのコンサートで着用したジャンニ・ヴェルサーチのスーツなど、彼の個人的なコレクションから75本のギターと55本のアンプで構成される138ロットをオークションに出品し、130万ポンド以上を調達した。そして「ブラッキー」として知らる有名なフェンダー・ストラトキャスターのレプリカで、30,000ドル以上を獲得した。すべての収益は再びクロスロード・センターに送られた。
クラプトンは、アムネスティ・インターナショナルに代わってモンティ・パイソンのメンバーであるジョン・クリーズが共同設立したチャリティショーのシークレット・ポリスマンズ・ボールに出演した。彼はロンドンのドゥルリー・レーン劇場で開催された1981年のショーに初登場し、その後も継続して出演した。クラプトンは、イギリスを代表する青少年慈善団体であるプリンス・トラストと協力しており、トレーニング、自己啓発、起業支援、メンタリング、アドバイスを提供している。彼は1980年代から何度もチャリティーのロックコンサートに出演しており、最近では2010年に演奏している。2008年に彼はスマトラ島沖地震の津波から東南アジアにもたらされた荒廃の回復を支援するためにエイド・スティル・リクワイヤードのCDに曲を寄付した。

### サッカー
クラプトンはイギリスのサッカークラブ、ウェスト・ブロムウィッチ・アルビオンFCのファンである。1982年に彼はザ・ホーソンズで同クラブの選手、ジョン・ワイルの功労記念試合の前にコンサートを行った。この頃、同クラブは資金を投資するというクラプトンの申し出を拒否したと伝えられている。1970年代後半、クラプトンは彼のアルバム『バックレス』のバックカバーにウェスト・ブロムのスカーフを配置した。1978-79シーズン、クラプトンはUEFAカップでウェスト・ブロムがトルコのクラブ、ガラタサライSKとホームで行う試合のスポンサーとなった。

### クリケット
クラプトンはクリケットの大ファンとしても知られる。クリケットの聖地と呼ばれるロンドンのローズ・クリケット・グラウンドでイングランド代表戦を観戦することが頻繁にある。プレーするのも好きであり、慈善が目的のチャリティーマッチに多く出場した。クラプトンは、伝説的なインドのクリケット選手であるサチン・テンドルカールが100回目のチェンチュリーを記録したメモリアルな試合も生観戦している。

## 栄誉
| 年   | 賞 / 表彰 |
| ---- | --- |
| 1983 | 英国音楽への卓越した貢献に対して、マイケル・オブ・ケント王子妃からシルバークレフ賞を受賞。 |
| 1985 | マイケル・ケイメンと共作した「エッジ・オブ・ダークネス」のスコアで英国映画テレビ芸術アカデミーから英国アカデミー賞テレビ部門を受賞。 |
| 1992 | 英国作曲家賞、作曲家賞、作曲家賞、生涯功労賞を含む4つのアイヴァー・ノヴェロ賞を受賞。 |
| 1993 | 「ティアーズ・イン・ヘブン」は、ソング・オブ・ザ・イヤー、レコード・オブ・ザ・イヤー、男性ポップ・ボーカル・パフォーマンスで3つのグラミー賞を受賞した。 クラプトンはまた『アンプラグド』でアルバム・オブ・ザ・イヤー、ベストロックボーカルパフォーマンス、「いとしのレイラ」でベストロックソングを受賞した。 |
| 1995 | 音楽への貢献で大英帝国勲章、オフィサー（OBE）を受章.。 |
| 2000 | ソロアーティストとしてロックの殿堂入りする。今回で3度目。以前にクリーム、ヤードバーズのメンバーとして殿堂入りしている。 |
| 2004 | バッキンガム宮殿でアン王女から大英帝国勲章、コマンダー（CBE）を受章。 |
| 2006 | グラミー賞特別功労賞生涯業績賞をクリームのメンバーとして受賞。 |
| 2015 | 小惑星4305 クラプトンは彼にちなんで命名された。 |
| 2017 | フランスの芸術文化勲章、コマンドールを受章。 |

## 映画やテレビで使用された楽曲
クラプトンの音楽は何十もの映画やテレビ番組で使用されており、初めて登場したのは1973年の「ミーン・ストリート」までさかのぼる。同作ではデレク・アンド・ザ・ドミノスの「アイ・ルックト・アウェイ」やクリームの「ステッピン・アウト」が使用された。他の作品では、「マイアミ・バイス」シリーズ（「ワンダフル・トゥナイト」、「ノック・オン・ウッド」、「シーズ・ウェイティング」、「いとしのレイラ」）、「バック・トゥ・ザ・フューチャー」（「ヘヴン・イズ・ワン・ステップ・アウェイ」）、「ハスラー2」（「イッツ・イン・ザ・ウェイ・ザット・ユー・ユーズ・イット」）、「リーサル・ウェポン2/炎の約束」（「天国の扉」）、「グッドフェローズ」（「レイラ」、「サンシャイン・ラヴ」）、「フリークス学園」のエピソード「I'm With the Band」（「サンシャイン・ラヴ」、「ホワイト・ルーム」、「クロスロード」）、「フレンズ」のエピソード「The One with the Proposal, Part 2」（「ワンダフル・トゥナイト」）、「The One Where Rachel Has A Baby」（「リヴァー・オブ・ティアーズ」）、「スクール・オブ・ロック」（「サンシャイン・ラヴ」）、「メン・イン・ブラック3」（「ストレンジ・ブルー」）、「キャプテン・フィリップス」（「ワンダフル・トゥナイト」）、「8月の家族たち」（「レイ・ダウン・サリー」）、「グッド・ガールズ！～NY女子のキャリア革命～」のエピソード「The Year-Ender」（「ホワイト・ルーム」）、「リック・アンド・モーティ」のエピソード「The Vat of Acid Episode」（「イッツ・イン・ザ・ウェイ・ザット・ユー・ユーズ・イット」）そして「ジョーカー」（「ホワイト・ルーム」）などがある。
オペルとボクスホールは1987年から95年にかけての広告キャンペーンで「レイラ」のギターリフを使用した。メディアに登場する彼の音楽に加えて、クラプトンはいくつかの映画で単独または共同でスコアを書いたり、オリジナル曲を提供している。そのような作品として「リーサル・ウェポン」（マイケル・ケイメンと共作）、「コミュニオン」、「ラッシュ」、「フェノミナン」（「チェンジ・ザ・ワールド」）、「リーサル・ウェポン3」（「イッツ・プロバブリー・ミー」をスティングと、「ランナウェイ・トレイン」をエルトン・ジョンと共作）が含まれる。

## ディスコグラフィ

### ソロ・アルバム
- 『エリック・クラプトン・ソロ』 - Eric Clapton (1970年)
- 『461 オーシャン・ブールヴァード』 - 461 Ocean Boulevard (1974年)
- 『安息の地を求めて』 - There's One in Every Crowd (1975年)
- 『ノー・リーズン・トゥ・クライ』 - No Reason to Cry (1976年)
- 『スローハンド』 - Slowhand (1977年)
- 『バックレス』 - Backless (1978年)
- 『アナザー・チケット』 - Another Ticket (1981年)
- 『マネー・アンド・シガレッツ』 - Money and Cigarettes (1983年)
- 『ビハインド・ザ・サン』 - Behind the Sun (1985年)
- 『オーガスト』 - August (1986年)
- 『ジャーニーマン』 - Journeyman (1989年)
- 『フロム・ザ・クレイドル』 - From the Cradle (1994年)
- 『ピルグリム』 - Pilgrim (1998年)
- 『レプタイル』 - Reptile (2001年)
- 『ミー&Mr.ジョンソン』 - Me and Mr. Johnson (2004年)
- 『セッションズ・フォー・ロバート・J』 - Sessions for Robert J (2004年)
- 『バック・ホーム』 - Back Home (2005年)
- 『クラプトン』 - Clapton (2010年)
- 『オールド・ソック』 - Old Sock (2013年)[260]
- 『アイ・スティル・ドゥ』 - I Still Do (2016年)
- 『ハッピー・クリスマス』 - Happy Xmas (2018年)
- 『ミーンワイル』 - Meanwhile (2024年) ※デジタル先行リリース

### コラボレーション
- ライディング・ウィズ・ザ・キング (with B.B. King) (2000)
- ザ・ロード・トゥ・エスコンディード (with J. J. Cale) (2006)
- ザ・ブリーズ～J.J.ケイルに捧ぐ (by Eric Clapton & Friends) (2014)

### サウンドトラック
- 『ラッシュ』 - Rush (1992年)

## 日本におけるクラプトン

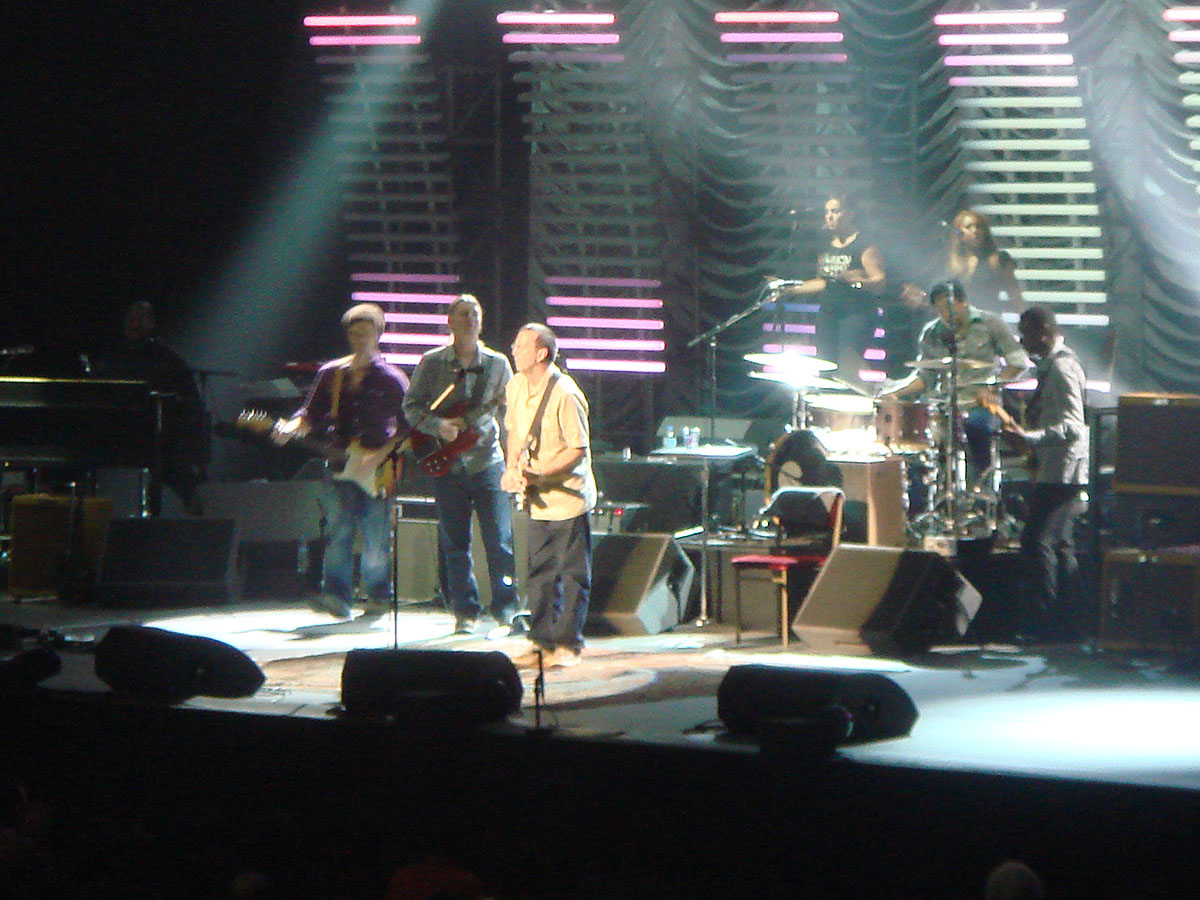
日本武道館、2006年11月24日

30年以上コンスタントにワールドツアーを行い、日本公演も多数（2025年春＝24回目）。特に日本武道館公演は、外国人アーティストとしては最多の110回公演に及ぶ。
日本でのアルバム売り上げは1999年発売のベストアルバム『BEST OF』が200万枚、1992年発売のライブアルバム『アンプラグド』が120万枚（全世界では1500万枚）
2000年の日本ツアーは18万人と驚異的な動員数を誇った。
新世紀エヴァンゲリオンのキャラクターデザイナー貞本義行のファンであり、1998年のアルバム『ピルグリム』のジャケット制作を依頼している。

### 来日公演
- Eric Clapton Japan tour 1974（1974年）
  - 10月31日・11月1日・2日 東京 日本武道館
  - 11月05日・6日 大阪 大阪厚生年金会館
- Eric Clapton Japan tour 1975（1975年）
  - 10月22日・23日 大阪 フェスティバルホール
  - 10月24日 京都 京都会館
  - 10月27日 北九州 北九州市立総合体育館
  - 10月29日 静岡 静岡駿府会館
  - 11月01日・2日 東京 日本武道館
- Eric Clapton Japan tour 1977（1977年）
  - 09月26日・10月1日 大阪 フェスティバルホール
  - 09月27日 岡山 岡山県体育館
  - 09月29日 京都 京都会館
  - 09月30日 名古屋 名古屋市公会堂
  - 10月04日 札幌 真駒内アイスアリーナ
  - 10月06日・7日 東京 日本武道館
- Eric Clapton Japan tour 1979（1979年）
  - 11月23日 水戸 茨城県立県民文化センター
  - 11月25日 名古屋 名古屋市公会堂
  - 11月26日 京都 京都会館 第一ホール
  - 11月27日 大阪 大阪厚生年金会館
  - 11月28日 広島 広島郵便貯金ホール
  - 11月30日 北九州 新日鐵大谷体育館
  - 12月01日 大阪 大阪府立体育館
  - 12月03日・4日 東京 日本武道館
  - 12月06日 札幌 道立産業共進会場
- Eric Clapton Japan tour 1981（1981年）
  - 11月27日 新潟 新潟県民会館
  - 11月30日 名古屋 愛知厚生年金会館
  - 12月01日 大阪 フェスティバルホール
  - 12月03日 福岡 福岡サンパレス
  - 12月04日 京都 京都会館
  - 12月07日 東京 日本武道館
  - 12月08日 横浜 横浜文化体育館
  - 12月09日 東京 東京厚生年金会館
- Eric Clapton Japan tour 1985（1985年）
  - 10月05日・6日 東京 国立代々木競技場第一体育館
  - 10月07日 大阪 大阪厚生年金会館
  - 10月09日 名古屋 名古屋市民会館
  - 10月10日 大阪 フェスティバルホール
  - 10月11日 福岡 福岡サンパレス
- Eric Clapton Japan tour 1987（1987年）
  - 11月2日・4日・5日 東京 日本武道館
  - 11月7日 名古屋 愛知県体育館
    - Opening Act : ロバート・クレイ・バンド
- TDK SA LIVE '87（1987年）
  - 11月9日 大阪 大阪城ホール
    - Opening Act : ロバート・クレイ・バンド
- ERIC CLAPTON 25th Anniversary Tour（1988年）
  - 10月31日 名古屋 名古屋レインボーホール
  - 11月02日 東京 東京ドーム
  - 11月04日 東京 日本武道館
  - 11月05日 大阪 大阪スタヂアム
    - Guest：エルトン・ジョン & マーク・ノップラー
- Eric Clapton Japan tour 1990（1990年）
  - 12月04日・5日・6日 東京 日本武道館
  - 12月09日 東京 国立代々木第一体育館
  - 12月10日 名古屋 名古屋レインボーホール
  - 12月11日 大阪 大阪城ホール
  - 12月13日 横浜 横浜アリーナ
- "Rock Legends Tour" George Harrison with Eric Clapton Japan Tour 1991（1991年）
  - 12月01日 横浜 横浜アリーナ
  - 12月02日・3日・10日・11日・12日 大阪 大阪城ホール
  - 12月05日 名古屋 名古屋市国際展示場
  - 12月06日 広島 広島サンプラザ
  - 12月09日 福岡 福岡国際センター
  - 12月14日・15日・17日 東京 東京ドーム
    - ジョイントライブ：ジョージ・ハリスン with エリック・クラプトン and ヒズ・バンド
- Eric Clapton Japan tour 1993（1993年）
  - 10月12日・13日・21日・22日・25日・26日・27日・31日 東京 日本武道館
  - 10月14日 名古屋 名古屋レインボーホール
  - 10月17日 福岡 福岡国際センター
  - 10月18日・19日 大阪 大阪城ホール
  - 10月23日・30日 横浜 横浜アリーナ
- Eric Clapton Japan tour 1995（1995年）
  - 10月01日・2日・3日・5日・6日 東京 国立代々木第一体育館
  - 10月08日・9日 大阪 大阪城ホール
  - 10月11日・12日・13日 東京 日本武道館
- Eric Clapton Japan tour 1997（1997年）
  - 10月13日・14日・16日・17日・27日・28日・30日・31日 東京 日本武道館
  - 10月20日 福岡 マリンメッセ福岡
  - 10月21日・22日 大阪 大阪城ホール
  - 10月24日 広島 広島グリーンアリーナ
  - 10月25日 名古屋 名古屋レインボーホール
- Eric Clapton Japan tour 1999（1999年）
  - 11月09日・19日・20日・22日・26日・27日・29日・30日 東京 日本武道館
  - 11月11日 名古屋 愛知県体育館
  - 11月13日 福岡 マリンメッセ福岡
  - 11月15日・16日・17日 大阪 大阪城ホール
  - 11月24日 横浜 横浜アリーナ
- Eric Clapton Japan tour 2001（2001年）
  - 11月19日・20日・21日・22日 大阪 大阪城ホール
  - 11月24日 名古屋 愛知県体育館
  - 11月26日 福岡 マリンメッセ福岡
  - 11月28日・29日・30日・12月3日・4日・5日・10日・11日 東京 日本武道館
  - 12月08日 利府 宮城県総合運動公園総合体育館
  - 12月14日・15日 横浜 横浜アリーナ
- MITSUBISHI MOTORS presents ERIC CLAPTON（2003年）
  - 11月15日 広島 広島グリーンアリーナ
  - 11月17日・19日・20日 大阪 大阪城ホール
  - 11月22日 名古屋 名古屋レインボーホール
  - 11月24日 埼玉 さいたまスーパーアリーナ
  - 11月26日・27日 横浜 横浜アリーナ
  - 11月29日・30日・12月2日・3日・9日・10日・12日・13日 東京 日本武道館
  - 12月05日 利府 宮城県総合運動公園総合体育館
  - 12月07日 札幌 札幌ドーム
- Eric Clapton Japan tour 2006（2006年）
  - 11月11日・12日・14日・15日 大阪 大阪城ホール
  - 11月17日・18日 名古屋 名古屋レインボーホール
  - 11月20日・21日・23日・24日・29日・30日・12月5日・6日・8日・9日 東京 日本武道館
  - 11月26日 札幌 札幌ドーム
  - 12月02日 埼玉 さいたまスーパーアリーナ
- Eric Clapton Japan tour 2009（2009年）
  - 2月12日・13日 大阪 大阪城ホール
  - 2月15日・18日・19日・24日・25日・27日・28日 東京 日本武道館
- Eric Clapton & Jeff Beck（2009年）
  - 2月21日・22日 埼玉 さいたまスーパーアリーナ
    - ジョイントライブ：エリック・クラプトン & ジェフ・ベック
- Eric Clapton & Steve Winwood JAPAN TOUR 2011（2011年） 
  - 11月17日 札幌 北海きたえーる
  - 11月19日 横浜 横浜アリーナ
  - 11月21日・22日 大阪 大阪城ホール
  - 11月24日 福岡 マリンメッセ福岡
  - 11月26日 広島 広島グリーンアリーナ
  - 11月28日 金沢 いしかわ総合スポーツセンター メインアリーナ
  - 11月30日 名古屋 日本ガイシホール
  - 12月02日・3日・6日・7日・10日 東京 日本武道館
    - ジョイントライブ：エリック・クラプトン & スティーヴ・ウィンウッド
- Eric Clapton Japan tour 2014（2014年）
  - 2月18日[注 5]・20日・21日・28日 東京 日本武道館
  - 2月23日 横浜 横浜アリーナ
  - 2月25日 名古屋 愛知県体育館
  - 2月26日 大阪 大阪城ホール
- Eric Clapton JAPAN TOUR 2016（2016年）
  - 4月13日・15日・16日・18日・19日 東京 日本武道館[266]
- ERIC CLAPTON LIVE at BUDOKAN 2019（2019年）
  - 4月13日・15日・17日・18日・20日 東京 日本武道館
- 黒澤楽器店 MARTIN GUITAR Presents ERIC CLAPTON LIVE AT BUDOKAN 2023（2023年）
  - 4月15日・18日・19日・21日・22日・24日 東京 日本武道館
- 黒澤楽器店 MARTIN GUITAR Presents ERIC CLAPTON LIVE AT BUDOKAN 2025（2025年）
  - 4月14日・16日・18日・19日・21日・24日・26日・27日 東京 日本武道館
    - 26日・27日は追加公演